# Liste der Kulturdenkmale in Wurzen (K–Z)
Die Liste der Kulturdenkmale in Wurzen enthält die Kulturdenkmale in Wurzen. Die Anmerkungen sind zu beachten.
Aufgrund der großen Anzahl von Kulturdenkmalen ist die Liste aufgeteilt in die
- Liste der Kulturdenkmale in Wurzen (A–J)
- Liste der Kulturdenkmale in Wurzen (K–Z)

Diese Liste ist eine Teilliste der Liste der Kulturdenkmale in Sachsen.

## Legende
- Bild: Bild des Kulturdenkmals, ggf. zusätzlich mit einem Link zu weiteren Fotos des Kulturdenkmals im Medienarchiv Wikimedia Commons. Wenn man auf das Kamerasymbol klickt, können Fotos zu Kulturdenkmalen aus dieser Liste hochgeladen werden:
- Bezeichnung: Denkmalgeschützte Objekte und ggf. Bauwerksname des Kulturdenkmals
- Lage: Straßenname und Hausnummer oder Flurstücknummer des Kulturdenkmals. Die Grundsortierung der Liste erfolgt nach dieser Adresse. Der Link (Karte) führt zu verschiedenen Kartendiensten mit der Position des Kulturdenkmals. Fehlt dieser Link, wurden die Koordinaten noch nicht eingetragen. Sind diese bekannt, können sie über ein Tool mit einer Kartenansicht einfach nachgetragen werden. In dieser Kartenansicht sind Kulturdenkmale ohne Koordinaten mit einem roten bzw. orangen Marker dargestellt und können durch Verschieben auf die richtige Position in der Karte mit Koordinaten versehen werden. Kulturdenkmale ohne Bild sind an einem blauen bzw. roten Marker erkennbar.
- Datierung: Baubeginn, Fertigstellung, Datum der Erstnennung oder grobe zeitliche Einordnung entsprechend des Eintrags in der sächsischen Denkmaldatenbank
- Beschreibung: Kurzcharakteristik des Kulturdenkmals entsprechend des Eintrags in der sächsischen Denkmaldatenbank, ggf. ergänzt durch die dort nur selten veröffentlichten Erfassungstexte oder zusätzliche Informationen
- ID: Vom Landesamt für Denkmalpflege Sachsen vergebene, das Kulturdenkmal eindeutig identifizierende Objekt-Nummer. Der Link führt zum PDF-Denkmaldokument des Landesamtes für Denkmalpflege Sachsen. Bei ehemaligen Kulturdenkmalen können die Objektnummern unbekannt sein und deshalb fehlen bzw. die Links von aus der Datenbank entfernten Objektnummern ins Leere führen. Ein ggf. vorhandenes Icon  führt zu den Angaben des Kulturdenkmals bei Wikidata.

## Wurzen
| Bild                                    | Bezeichnung | Lage                                                | Datierung                                                        | Beschreibung | ID       |
| --------------------------------------- | --- | --------------------------------------------------- | ---------------------------------------------------------------- | --- | -------- |
| Direkt Bild zu diesem Denkmal hochladen | Wohnhaus in geschlossener Bebauung | Kannengießergasse 2b (Karte)                        | Anfang 19. Jh.                                                   | sparsam gegliederte Putzfassade, städtebaulich von Bedeutung. Wohnhausbau vom Anfang des 19. Jh. über einem älteren Kern, schlichte Putzfassade mit sparsamen Putznutungen, zum Teil Ziegel/Fachwerkmauerwerk, steiles Satteldach, erfasst unter der Anschrift: Kannengießergasse 2. | 09255080 |
| Direkt Bild zu diesem Denkmal hochladen | Wohnhaus in geschlossener Bebauung | Kannengießergasse 14 (Karte)                        | 18. Jh.                                                          | städtebaulich und sozialgeschichtlich von Bedeutung, Fachwerkkern. Wohnhausbau des 18. Jh., der Fachwerkkern möglicherweise älter, heute entstellend verputzt, die Tür mit Stein-, die Fenster mit Holzgewänden, Satteldach. | 09255082 |
| Direkt Bild zu diesem Denkmal hochladen | Mietshaus in halboffener Bebauung | Kantstraße 3 (Karte)                                | um 1880                                                          | baugeschichtlich und städtebaulich von Bedeutung, gründerzeitliche Putz-Klinkerfassade. Mietshaus, Bruchsteinsockel, Klinkerfassade mit Putzquaderung, zum Teil diamantiert, im Erdgeschoss Segmentbogenfenster, Fensterbedachungen gerade und als Dreiecksgiebel, Satteldach. | 09255520 |
|                                         | Mietshaus in geschlossener Bebauung | Kantstraße 5 (Karte)                                | um 1880                                                          | baugeschichtlich und städtebaulich von Bedeutung, gründerzeitliche Putzfassade mit zwei Seitenrisaliten. Mietshaus, zwei Seitenrisalite, Fassade voll verputzt, Putzstreifen, Segmentbogenfenster, Bedachungen gerade, Abschlussgesims mit Zahnfries, Satteldach. | 09255521 |
|                                         | Mietshaus in geschlossener Bebauung | Kantstraße 9 (Karte)                                | um 1880                                                          | baugeschichtlich und städtebaulich von Bedeutung, gründerzeitliche Putzfassade. Mietshaus, Fassade voll verputzt mit Putzstreifen, Putzspiegeln, Fensterbedachungen auf Konsolen, ebenso das Abschlussgesims, Satteldach, originales Tor. | 09255522 |
| Direkt Bild zu diesem Denkmal hochladen | Mietshaus in halboffener Bebauung | Kantstraße 10 (Karte)                               | um 1880                                                          | baugeschichtlich und städtebaulich von Bedeutung, gründerzeitliche Putzfassade. Mietshaus, Bruchsteinsockel, Fassade verputzt, die Kanten gequadert, Rechteckfenster mit geraden Verdachungen auf Konsolen, Sohlbänke ebenfalls auf Konsolen, Abschlussgesims auf Konsolen, Satteldach, die Fenster der Giebelseite zum Teil vermauert. | 09255519 |
|                                         | Mietshaus in geschlossener Bebauung | Kantstraße 13 (Karte)                               | um 1880                                                          | baugeschichtlich und städtebaulich von Bedeutung, gründerzeitliche mehrfarbige Klinkerfassade. Mietshaus, Erdgeschoss Putz mit Streifen, Obergeschosse Klinker, Segmentbogenportal und Segmentbogenfenster, rote Klinkerstreifen zur Dekoration, Satteldach. | 09255523 |
|                                         | Mietshaus in geschlossener Bebauung | Kantstraße 15 (Karte)                               | um 1880                                                          | baugeschichtlich und städtebaulich von Bedeutung, gründerzeitliche Putzfassade. Mietshaus, Fassade voll verputzt, Fensterrahmungen einfach, Verdachungen gerade und segmentbogenförmig, Satteldach. | 09255526 |
|                                         | Mietshaus in geschlossener Bebauung | Kantstraße 18 (Karte)                               | um 1880                                                          | baugeschichtlich und städtebaulich von Bedeutung, bemerkenswerte gründerzeitliche Putzfassade, antikisierend mit Fruchtschalen und Akanthusmotiv. Mietshaus, Fassade verputzt mit Putzstreifen, Fensterstürze mit Schlusssteinen, Diamantmotiv, Fensterbedachungen auf Konsolen mit Fruchtschalen und Akanthusmotiv, Traufgesims auf Konsolen, Satteldach. | 09255524 |
| Direkt Bild zu diesem Denkmal hochladen | Mietshaus in geschlossener Bebauung | Kantstraße 21 (Karte)                               | um 1880                                                          | baugeschichtlich und städtebaulich von Bedeutung, gründerzeitliche Putzfassade. Mietshaus mit Putzstreifen, Gesims- und Giebelbedachungen und profilierten Fensterrahmungen. Satteldach. | 09255528 |
| Direkt Bild zu diesem Denkmal hochladen | Mietshaus in geschlossener Bebauung | Kantstraße 23 (Karte)                               | um 1880                                                          | baugeschichtlich und städtebaulich von Bedeutung, gründerzeitliche Putzfassade. Mietshaus, Bruchsteinsockel, Putzfassade, Türrahmung mit Putzstreifen und Diamantquadern, profilierte Fensterrahmen, Putzstreifen und Putzspiegel, Satteldach. | 09255728 |
| Direkt Bild zu diesem Denkmal hochladen | Mietshaus in Ecklage (ein Gebäude mit Walter-Rathenau-Straße 8) | Kantstraße 24 (Karte)                               | um 1880                                                          | baugeschichtlich und städtebaulich von Bedeutung, gründerzeitliche Putzfassade, reiche Verdachungen mit vegetabiler Ornamentik. Mietshaus, Bruchsteinsockel, Fassade verputzt, mit Putzstreifen, Fensterbedachungen gerade und Dreiecksgiebel auf Konsolen, dazwischen Spiegel mit vegetabiler Ornamentik und Rosetten, Satteldach, übereck abgewalmt. | 09255527 |
| Direkt Bild zu diesem Denkmal hochladen | Mietshaus in geschlossener Bebauung | Kantstraße 30 (Karte)                               | um 1880                                                          | baugeschichtlich und städtebaulich von Bedeutung, gründerzeitliche Putzfassade, Putzspiegel mit Rosette. Mietshaus mit Fensterbedachungen auf Konsolen und Putzstreifen. | 09255529 |
| Direkt Bild zu diesem Denkmal hochladen | Mietshaus in geschlossener Bebauung | Kantstraße 32                                       | um 1880 (Mietshaus)                                              | Mietshaus in geschlossener Bebauung; baugeschichtlich und städtebaulich von Bedeutung, gründerzeitliche Putzfassade, vegetabile Ornamentik. | 09255729 |
| Direkt Bild zu diesem Denkmal hochladen | Mietshaus in geschlossener Bebauung | Kantstraße 34 (Karte)                               | um 1880                                                          | baugeschichtlich und städtebaulich von Bedeutung, gründerzeitliche Putzfassade, vegetabile Ornamentik. Mietshaus, Bruchsteinsockel, Fassade verputzt mit Quaderung, Fensterrahmung mit Schlusssteinmotiv, gerade Bedachungen, Spiegel mit vegetabilem Ornament, unter den Sohlbänken Rosetten, Satteldach. | 09255730 |
| Direkt Bild zu diesem Denkmal hochladen | Mietshaus in geschlossener Bebauung | Kantstraße 36 (Karte)                               | um 1880                                                          | baugeschichtlich und städtebaulich von Bedeutung, gründerzeitliche Putzfassade, vegetabile Ornamentik. Mietshaus, Bruchsteinsockel, Putzfassade, mit Quaderung, Fenstergewände profiliert mit Schlusssteinmotiv mit aufgelegtem Kopfrelief, gerade und giebelförmige Fensterbedachungen, Spiegel mit vegetabilen Ornamenten, Satteldach. | 09255731 |
|                                         | Mietshaus in geschlossener Bebauung | Karl-Liebknecht-Straße 2 (Karte)                    | um 1880                                                          | baugeschichtlich und städtebaulich von Bedeutung, frühgründerzeitliche Putzfassade. Mietshaus, Klinkersockel, Putzfassade, Putznutungen und Sturzquaderung, gestufte Fensterputzrahmungen, profilierte Gesimse und Verdachungen, Spiegel, Satteldach. Die Fenster verändert. | 09255633 |
|                                         | Mietshaus in geschlossener Bebauung | Karl-Liebknecht-Straße 5 (Karte)                    | bezeichnet 1903                                                  | baugeschichtlich und städtebaulich von Bedeutung, spätgründerzeitliche Putzfassade, Zwerchhausgiebel. Mietshaus, Fassade verputzt, Rechteckportal mit Dreipassgiebel und Schild bezeichnet 1903, Muschelmotiv, Rechteck- und Segmentbogenfenster, sowie Vorhangbogenfenster, Zwerchhausgiebel, Satteldach mit zwei Schleppgaupen. | 09255635 |
|                                         | Mietshaus in geschlossener Bebauung | Karl-Liebknecht-Straße 6 (Karte)                    | 1890/1900                                                        | baugeschichtlich und städtebaulich von Bedeutung, gründerzeitliche Klinker-Putzfassade, Zwerchhausgiebel in dekorativem Fachwerk. Mietshaus, Putz/Klinkerfassade, ab 1. Obergeschoss Mittelteil vorspringend und in Zwerchhausgiebel mündend, dekoratives Fachwerk, bossierte Gesimsstreifen, Putznutungen, Mansarddach mit Schleppgaupen und weitem Dachvorstand. | 09255636 |
| Direkt Bild zu diesem Denkmal hochladen | Mietshaus in geschlossener Bebauung | Karl-Liebknecht-Straße 7 (Karte)                    | 1880/1890                                                        | baugeschichtlich und städtebaulich von Bedeutung, frühgründerzeitliche Putzfassade, Seitenrisalit. Mietshaus, Seitenrisalit, Bruchsteinsockel, Putzfassade mit Nutungen und Sturzquaderung, profilierte Verdachungen und Sohlbänke, diamantierte Konsolen, Satteldach. | 09255637 |
|                                         | Mietshaus in geschlossener Bebauung | Karl-Liebknecht-Straße 8 (Karte)                    | 1900/1910                                                        | baugeschichtlich und städtebaulich von Bedeutung, spätgründerzeitliche Putzfassade, Zwerchhausgiebel mit Dreieckserker, Jugendstilornamentik. Mietshaus, Putzfassade lisenengegliedert, mit Jugendstilornamentik, Segmentbogentordurchfahrt mit Kartusche, von Giebel bekrönt, Segmentbogenportal, Zwerchhausgiebel mit Dreieckserker, Satteldach mit Schleppgaupen. | 09255639 |
|                                         | Mietshaus in geschlossener Bebauung | Karl-Liebknecht-Straße 10 (Karte)                   | 1900/1910                                                        | baugeschichtlich und städtebaulich von Bedeutung, spätgründerzeitliche Putzfassade, Zwerchhausgiebel. Mietshaus, Werksteinsockel, Putzfassade mit feiner Quaderung, Korb- und Segmentbogenfenster, zum Teil mit profilierten Laibungen, Zwerchhausgiebel, Satteldach mit Schleppgaupen. | 09255640 |
|                                         | Mietshaus in geschlossener Bebauung (in ähnlicher Gestaltung wie Nr. 14) | Karl-Liebknecht-Straße 12 (Karte)                   | um 1903                                                          | baugeschichtlich und städtebaulich von Bedeutung, spätgründerzeitliche Putzfassade mit Erker und Zwerchhausgiebel. Mietshaus, fast analog Karl-Liebknecht-Straße 14, Putzfassade, Segmentbogenportal, dreipassbekrönt, Segmentbogenfenster, Vorhangbogenfenster, Erker, Zwerchhausgiebel. | 09255641 |
|                                         | Mietshaus in geschlossener Bebauung (in ähnlicher Gestaltung wie Nr. 12) | Karl-Liebknecht-Straße 14 (Karte)                   | bezeichnet 1903                                                  | baugeschichtlich und städtebaulich von Bedeutung, spätgründerzeitliche Putzfassade mit Erker und Zwerchhausgiebel. Mietshaus, Putzfassade, dreipassbekröntes Segmentbogenportal, Segmentbogen- und Vorhangbogenfenster, Erker mit reicher Ornamentik, Zwerchhausgiebel, im Dreipass bezeichnet 1903. Satteldach. | 09255642 |
|                                         | Mietshaus in geschlossener Bebauung | Karl-Liebknecht-Straße 15 (Karte)                   | 1889                                                             | baugeschichtlich und städtebaulich von Bedeutung, gründerzeitliche Putzfassade. Mietshaus, Bruchsteinsockel, Putzfassade mit Nutungen, gestufte Rahmungen, profilierte Sohlbänke und Verdachungen auf Konsolen, Spiegel zum Teil mit Rosetten, Satteldach. | 09255643 |
|                                         | Mietshaus in geschlossener Bebauung | Karl-Liebknecht-Straße 16 (Karte)                   | 1880/1890                                                        | baugeschichtlich und städtebaulich von Bedeutung, gründerzeitliche Klinker-Putzfassade, Seitenrisalit. Mietshaus, Seitenrisalit, Putz/Klinkerfassade mit Putzquaderung, Fenster aufwendig spätklassizistisch gestaltet, Mansarddach. | 09255646 |
|                                         | Mietshaus in geschlossener Bebauung | Karl-Liebknecht-Straße 18 (Karte)                   | 1870/1880                                                        | baugeschichtlich und städtebaulich von Bedeutung, gründerzeitliche Putzfassade, reiche vegetabile Ornamentik. Mietshaus, Klinkersockel, Putzfassade mit Quaderung, reiche vegetabile Ornamentik in Spiegeln und als Bekrönung, Eierstabfries als Traufgesims, Satteldach mit eingebautem Dachhäuschen. | 09255647 |
|                                         | Mietshaus in geschlossener Bebauung | Karl-Liebknecht-Straße 19 (Karte)                   | 1880/1890                                                        | baugeschichtlich und städtebaulich von Bedeutung, gründerzeitliche Klinker-Putzfassade. Mietshaus, Bruchsteinsockel, Erdgeschoss verputzt mit Nutungen, Segmentbogenfenstern mit Schlusssteinen, profilierte Sohlbänke und Verdachungen, Obergeschosse Klinker, Satteldach mit Dachhäuschen und Schleppgaupe. | 09255645 |
|                                         | Mietshaus in Ecklage | Karl-Liebknecht-Straße 20 (Karte)                   | 1880/1890                                                        | mit Laden, baugeschichtlich und städtebaulich von Bedeutung, gründerzeitliche Putzfassade mit reicher Ornamentik, straßenbildprägender Balkon an der verbrochenen Ecke. Mietshaus, Bruchsteinsockel, Putzfassade mit reicher Ornamentik und Putzquaderung, Eierstab/Konsolfries am Traufgesims, Zwerchhausgiebel. | 09255648 |
| Direkt Bild zu diesem Denkmal hochladen | Wohnhaus in geschlossener Bebauung | Karl-Marx-Straße 15 (Karte)                         | 1870/1880                                                        | baugeschichtlich und städtebaulich von Bedeutung, gründerzeitliche Putzfassade, Spiegel mit reichem vegetabilem Ornament. Wohnhaus, Bruchsteinsockel, Putzfassade, Putznutungen, gestufte Rahmungen, profilierte Sohlbänke und Gesimsstreifenbedachungen auf Konsolen, Spiegel mit reichem vegetabilen Ornament, Satteldach mit verändertem Zwerchhaus. | 09255314 |
| Direkt Bild zu diesem Denkmal hochladen | Mietshaus in geschlossener Bebauung (baulich ähnlich gestaltet Nachbarhaus Bürgermeister-Schmidt-Platz 1) | Kleiststraße 8 (Karte)                              | 1880/1890                                                        | baugeschichtlich und städtebaulich von Bedeutung, gründerzeitlicher Klinkerfassade, Vorhangbogenfenster und Eselsrückenfenster. Seitenteil zwei Geschosse durch Putzfläche unter gedrückten Korbbogen zusammengefasst, Giebel zum Teil mit Betonformsteinen gefasst. | 09255687 |
| Direkt Bild zu diesem Denkmal hochladen | Wohnhaus in offener Bebauung, mit Nebengebäude | Kreuzgasse 1 (Karte)                                | 19. Jh.                                                          | baugeschichtlich und sozialgeschichtlich von Bedeutung, einfache Vorstadtbebauung. Eingeschossiges verputztes Wohnhaus mit Satteldach, Nebengebäude mit Flachdach. | 09255267 |
| Direkt Bild zu diesem Denkmal hochladen | Wohnhaus in offener Bebauung | Kreuzgasse 6 (Karte)                                | 1. Hälfte 19. Jh.                                                | eingeschossiger Putzbau, Häusleranwesen, im Innern bauzeitliche Brettdecke, sozialgeschichtlich von Bedeutung. Eingeschossiges Wohnhaus verputzt mit Satteldach und originalem Dachstuhl, im Innern bauzeitliche Brettdecke im Erdgeschoss, alte Hauseingangstür, zum Teil originale Fenster und Türen. | 09255268 |
| Weitere Bilder                          | Sachgesamtheit Stadtpark mit folgenden Einzeldenkmalen: Ausflugslokal, Nachbildung eines mittelalterlichen Turms, Denkmal für die Gefallenen des 1. Weltkrieges und Gedenkstätte für die Opfer des Faschismus mit Albert-Kuntz-Denkmal und Grotte              | Kutusowstraße (Karte)                               | 1879                                                             | Sachgesamtheit Stadtpark (Gartendenkmal) mit folgenden Einzeldenkmalen: Ausflugslokal (Juelstraße 1), Nachbildung eines mittelalterlichen Turms, Denkmal für die Gefallenen des 1. Weltkrieges und Gedenkstätte für die Opfer des Faschismus mit Albert-Kuntz-Denkmal und Grotte (Einzeldenkmale ID-Nr. 09255800) – baugeschichtlich, gartenkünstlerisch und ortsgeschichtlich von Bedeutung, Stadtpark im englischen Stil. | 09302232 |
| Weitere Bilder                          | Einzeldenkmale im Stadtpark: Ausflugslokal, Nachbildung eines mittelalterlichen Turms, Denkmal für die Gefallenen des Ersten Weltkrieges und Gedenkstätte für die Opfer des Faschismus mit Albert-Kuntz-Denkmal und Grotte (Einzeldenkmale zu ID-Nr. 09302232) | Kutusowstraße (Karte)                               | 1888                                                             | Einzeldenkmale der Sachgesamtheit Stadtpark: Ausflugslokal (Juelstraße 1), Nachbildung eines mittelalterlichen Turms, Denkmal für die Gefallenen des Ersten Weltkrieges und Gedenkstätte für die Opfer des Faschismus mit Albert-Kuntz-Denkmal und Grotte – baugeschichtlich, künstlerisch und ortsgeschichtlich von Bedeutung. | 09255800 |
| Direkt Bild zu diesem Denkmal hochladen | Mietshaus in geschlossener Bebauung | Kutusowstraße 3 (Karte)                             | 1880/1890                                                        | mit Laden, baugeschichtlich und städtebaulich von Bedeutung, gründerzeitliche Putzfassade, Mittelrisalit. Mietshaus, Klinkersockel, Erdgeschoss Putz, gequadert, der Risalit quadergefasst, gestufte Fensterrahmungen, Bedachungen gerade und als Dreiecksgiebel, Satteldach. | 09255650 |
| Direkt Bild zu diesem Denkmal hochladen | Mietshaus in geschlossener Bebauung | Kutusowstraße 5 (Karte)                             | 1880/1890                                                        | mit Laden, baugeschichtlich und städtebaulich von Bedeutung, gründerzeitliche Klinker-Putzfassade. Mietshaus, Bruchsteinsockel, Erdgeschoss Putz, genutet, Obergeschosse Klinker, Fensterrahmungen einfach gestuft, gerade Bedachungen, Satteldach. | 09255651 |
| Direkt Bild zu diesem Denkmal hochladen | Mietshaus in halboffener Bebauung | Kutusowstraße 6 (Karte)                             | 1880/1890                                                        | baugeschichtlich und städtebaulich von Bedeutung, repräsentative gründerzeitliche Klinker-Putzfassade, Mittelrisalit. Mietshaus, Werksteinsockel, Mittelrisalit, Erdgeschoss Putz mit gequaderten Lisenen, kräftiges Geschossgesims, Obergeschoss Klinker, Fenster in Risalit zusammengefasst, unter Dreiecksgiebel vier kannelierte dorische Halbsäulen, Blendbalustraden, Satteldach. | 09255649 |
| Direkt Bild zu diesem Denkmal hochladen | Mietshaus in geschlossener Bebauung | Kutusowstraße 7 (Karte)                             | 1880/1890                                                        | baugeschichtlich und städtebaulich von Bedeutung, gründerzeitliche Putzfassade. Mietshaus, Bruchsteinsockel, Putzfassade, Erdgeschoss gequadert, gestufte Fensterrahmungen, Giebel- und Gesimsstreifenbedachungen, Traufgesims auf Konsolen, Satteldach mit Zwerchhäusern. | 09255652 |
| Direkt Bild zu diesem Denkmal hochladen | Mietshaus in geschlossener Bebauung | Kutusowstraße 8 (Karte)                             | 1880/1890                                                        | baugeschichtlich und städtebaulich von Bedeutung, repräsentative gründerzeitliche Klinker-Putzfassade. Mietshaus, Werksteinsockel, Erdgeschoss Putz, gequadert, Obergeschoss Klinker, prächtige Fensterrahmungen mit kannelierten dorischen Halbsäulen und Dreiecksgiebeln, Diamantspiegel und Blendbalustraden, Konsolfries und Satteldach. | 09255660 |
| Direkt Bild zu diesem Denkmal hochladen | Mietshaus in geschlossener Bebauung | Kutusowstraße 10 (Karte)                            | 1880/1890                                                        | baugeschichtlich und städtebaulich von Bedeutung, repräsentative gründerzeitliche Klinker-Putzfassade. Mietshaus, Putzsockel, Erdgeschoss Putz, gequadert, Obergeschoss Klinker, Fenstergestaltung aufwändig, Gesimsstreifen- und Giebelbedachungen, zum Teil auf Blattkonsolen, Diamantspiegel und Blendbalustraden, Satteldach. | 09255659 |
| Direkt Bild zu diesem Denkmal hochladen | Mietshaus in geschlossener Bebauung | Kutusowstraße 12 (Karte)                            | 1880/1890                                                        | baugeschichtlich und städtebaulich von Bedeutung, repräsentative gründerzeitliche Klinkerfassade, Seitenrisalit. Mietshaus, Seitenrisalit, Bruchsteinsockel, Klinkerfassade, Fensterrahmungen aufwändig, zum Teil portikusähnlich, Konsolfries, Satteldach. | 09255658 |
|                                         | Mietshaus in geschlossener Bebauung | Kutusowstraße 14 (Karte)                            | 1880/1890                                                        | baugeschichtlich und städtebaulich von Bedeutung, repräsentative gründerzeitliche Klinker-Putzfassade. Mietshaus, Bruchsteinsockel, Erdgeschoss Putz, genutet, Stürze gequadert mit diamantierten Schlusssteinen, Obergeschosse Klinker, Verdachungen gerade mit Akroteren und Palmetten, Dreiecksgiebelverdachungen, Satteldach mit zwei Zwerchhäusern, diese verbrettert. | 09255657 |
|                                         | Mietshaus in geschlossener Bebauung | Kutusowstraße 16 (Karte)                            | 1880/1890                                                        | baugeschichtlich und städtebaulich von Bedeutung, repräsentative gründerzeitliche Klinker-Putzfassade, Mittelrisalit. Mietshaus, Bruchsteinsockel, Erdgeschoss Putz, allerdings entstellend verändert bis auf die originale Tür, Obergeschosse Klinker, Mittelrisalit, Gesimsstreifenbedachungen mit Akroteren und Palmetten, Dreiecksgiebelbedachungen, Konsolfries, Satteldach. | 09255656 |
| Direkt Bild zu diesem Denkmal hochladen | Mietshaus in geschlossener Bebauung (bauliche Einheit mit Freiligrathstraße 2) | Kutusowstraße 18 (Karte)                            | 1880/1890                                                        | baugeschichtlich und städtebaulich von Bedeutung, repräsentative gründerzeitliche Klinker-Putzfassade. Mietshaus, Bruchsteinsockel, Erdgeschoss Putz mit Streifen und gequaderten Stürzen, Obergeschoss Klinker, aufwendige Fenstergestaltung, Hauptgesims auf Konsolen, Satteldach mit Zwerchhaus. | 09255655 |
|                                         | Mietshaus (Doppelhaus mit Freiligrathstraße 1), mit Einfriedung | Kutusowstraße 20 (Karte)                            | 1880/1890                                                        | baugeschichtlich und städtebaulich von Bedeutung, repräsentative gründerzeitliche Klinker-Putzfassade. Mietshaus, Erdgeschoss Rundbogenfenster, Mansarddach mit Zwerchhaus. | 09255663 |
|                                         | Doppelmietshaus in offener Bebauung | Kutusowstraße 22; 24 (Karte)                        | 1880/1890                                                        | baugeschichtlich und städtebaulich von Bedeutung, repräsentative gründerzeitliche Klinker-Putzfassade. Nummer 22: Mietshaus, Seitenrisalit, Bruchsteinsockel, Erdgeschoss entstellend verputzt, Obergeschoss Klinker, Fensterrahmung wie Kutusowstr.24, rechte Seite Erdgeschoss original verputzt, kräftige Putzstreifen, Gesims zwischen Fenstern in Kämpferhöhe. Mansarddach mit Zwerchhäusern. Nummer 24: Mietshaus, gemeinsame Anlage mit Kutusowstraße 22, Seitenrisalit, Bruchsteinsockel, Erdgeschoss entstellend verputzt, mit Rundbogenfenstern, Obergeschoss Klinker, aufwendige, portikusähnliche Fensterrahmungen, Mansarddach mit Zwerchhäusern. | 09255662 |
| Weitere Bilder                          | Krankenstationsgebäude (Haus 2 und Haus 3) sowie das Nebengebäude von Haus 2 und Einfriedung | Kutusowstraße 70 (Karte)                            | bezeichnet 1899 (Haus 2)                                         | baugeschichtlich und ortsgeschichtlich von Bedeutung, gründerzeitliche Klinkerbauten, ein- und mehrgeschossig. Stations- und Nebengebäude eines Krankenhauskomplexes, frei stehende Klinkerbauten, die Stationen mit Risaliten, Lisenengliederungen, Mansard- bzw. Walmdach mit Zwerchhäusern, Haus 2 bezeichnet 1899, Haus 3 bezeichnet 1901. Das Nebengebäude eingeschossig, rechts neben Station 2. | 09255632 |
| Direkt Bild zu diesem Denkmal hochladen | Mietshaus in geschlossener Bebauung | Lessingstraße 9 (Karte)                             | 1905/1910                                                        | baugeschichtlich und städtebaulich von Bedeutung, im Reformstil der Zeit um 1910, Putzfassade. Mietshaus, Erdgeschoss mit Betonformsteinen und Rauputz, genutet, als Bedachungen Kranzgesimsstreifen, Gesims mit Biberschwänzen, über dem 1. Obergeschoss wappenartige Motive, in der Mittelachse Kartusche, Mansarddach mit Zwerchhaus und Schleppgaupen. | 09255457 |
|                                         | Mietshaus in geschlossener Bebauung | Lessingstraße 10 (Karte)                            | 1905/1910                                                        | baugeschichtlich und städtebaulich von Bedeutung, im Reformstil der Zeit um 1900, Putzfassade, Seitenrisalit mit Zwerchhausgiebel und dekorativem Fachwerk. Mietshaus, Putzfassade, Seitenrisalit mit Zwerchhausgiebel, dieser mit dekorativem Fachwerk, Rundbogen- und Rechteckfenster, Satteldach mit Zwerchhäusern. | 09255458 |
| Direkt Bild zu diesem Denkmal hochladen | Mietshaus in geschlossener Bebauung | Lessingstraße 11 (Karte)                            | 1920/1925                                                        | baugeschichtlich und städtebaulich von Bedeutung, im Reformstil der Zeit um 1910, Putzfassade. Mietshaus, Betonformsteinsockel, Erdgeschoss Putz, genutet, Obergeschosse Glattputz mit Rauputzflecken, ab dem 1. Obergeschoss rechte Achse leicht vorspringend, Mansarddach mit Dachgaube. | 09255465 |
|                                         | Mietshaus in halboffener Bebauung | Lessingstraße 12 (Karte)                            | 1905/1910                                                        | baugeschichtlich und städtebaulich von Bedeutung, im Reformstil der Zeit um 1900, Putzfassade mit Klinkerelementen, Zwerchhausgiebel. Mietshaus, ab 1. Obergeschoss risalitartig vorspringend, mit Zwerchhausgiebel, Werksteinsockel, zum Teil bossiert, Erdgeschoss Klinker, sonst Putz, Segmentbogen- und Rechteckfenster, Mansarddach mit Zwerchhaus. | 09255459 |
|                                         | Mietshaus in geschlossener Bebauung konzipiert | Lessingstraße 24 (Karte)                            | 1880/1890                                                        | baugeschichtlich und städtebaulich von Bedeutung, gründerzeitliche Klinker-Putzfassade. Mietshaus mit Bruchsteinsockel, Erdgeschoss Putz, gequadert in Rauputz und Glattputz, Obergeschosse Klinker, Fensterrahmungen profiliert, Gesimsstreifenverdachungen, Satteldach mit Zwerchhäusern. | 09255461 |
|                                         | Mietshaus in geschlossener Bebauung | Lessingstraße 26 (Karte)                            | 1880/1890                                                        | baugeschichtlich und städtebaulich von Bedeutung, gründerzeitliche Klinker-Putzfassade. Mietshaus, Bruchsteinsockel, Erdgeschoss Putz, gequadert, Obergeschoss Klinker, Segmentbogenfenster mit diamantierten Schlusssteinen, Gesimsstreifen- und Giebelverdachungen, Satteldach mit Zwerchhäusern. | 09255466 |
|                                         | Mietshaus in geschlossener Bebauung | Lessingstraße 28 (Karte)                            | 1910/1920                                                        | baugeschichtlich und städtebaulich von Bedeutung, im Reformstil der Zeit um 1910, Putzfassade. Mietshaus, Erdgeschoss Rauputz mit Nutungen, Obergeschosse mit in den Achsen verbundenen Fenstern, Mansarddach mit Zwerchhäusern. | 09255467 |
| Weitere Bilder                          | Mietshaus in Ecklage | Lichtwerstraße 1 (Karte)                            | um 1900                                                          | baugeschichtlich und städtebaulich von Bedeutung, spätgründerzeitliche Putz-Klinkerfassade, straßenbildprägende Erker und Zwerchhausgiebel. Mietshaus, Erdgeschoss verputzt, bis auf die Erker in Klinkern, Putzrahmungen mit Schneckenornament und gestuften Schlusssteinen, Zwerchhausgiebel, Mansarddach mit Schleppgaupen. | 09255350 |
| Weitere Bilder                          | Mietshaus in geschlossener Bebauung | Lichtwerstraße 2 (Karte)                            | um 1900                                                          | baugeschichtlich und städtebaulich von Bedeutung, im Reformstil der Zeit um 1900, Jugendstilornamentik, Putzfassade mit Klinkerelementen und dekorativem Fachwerk, Erker und Zwerchhausgiebel. Mietshaus, Werksteinsockel, Klinker/Putzfassade, Erker mit dekorativem Fachwerk im oberen Teil und Giebelabschluss, darüber mächtiger Zwerchhausgiebel. Mansarddach mit Schleppgaupe. Jugendstilornamentik, Seerosen und Schilf. | 09255349 |
| Weitere Bilder                          | Mietshaus in geschlossener Bebauung | Lichtwerstraße 3 (Karte)                            | um 1900                                                          | baugeschichtlich und städtebaulich von Bedeutung, im Reformstil der Zeit um 1900, Putzfassade mit Klinkerelementen und dekorativem Fachwerk, Erker und Zwerchhausgiebel. Mietshaus, Klinkersockel mit zum Teil bossierten Werksteinen,sonst voll verputzt, Mittelteil ab 1. Obergeschoss risalitartig vorspringend, im 2. Obergeschoss dekoratives Fachwerk und mit Giebel abschließend, darüber Zwerchhausgiebel, verbrettert und schieferverkleidet, Mansarddach. | 09255348 |
| Weitere Bilder                          | Mietshaus in geschlossener Bebauung | Lichtwerstraße 4 (Karte)                            | 1905/1910                                                        | baugeschichtlich und städtebaulich von Bedeutung, im Reformstil der Zeit um 1910, pilastergegliederte Putzfassade, Zwerchhausgiebel. Mietshaus, voll verputzt, Putznutungen, der Mittelteil ab dem 1. Obergeschoss durch gequaderte Pilaster eingefasst, Fenster mit Putzstreifen verbunden, Spiegel, mächtiger Zwerchhausgiebel, über dem Portalsturz Kartusche mit Profilrelief einer männlichen Person, Füllhörnern und Festons, Mansarddach mit Schleppgaupen. | 09255347 |
| Weitere Bilder                          | Mietshaus in geschlossener Bebauung | Lichtwerstraße 5 (Karte)                            | um 1910                                                          | baugeschichtlich und städtebaulich von Bedeutung, im Reformstil der Zeit um 1910, Putzfassade mit Mittelrisalit und Neobarock-/Art-Déco-Ornamentik. Mietshaus, Sockel gequadert, zum Teil bossiert, pilastergesäumter Mittelrisalit, profilierte Rahmungen, skulptierte Kapitelle, reiche Spiegelornamente, Mansarddach mit mächtigem Mittelteil mit Schleppgaupen. | 09255346 |
| Weitere Bilder                          | Mietshaus in geschlossener Bebauung | Lichtwerstraße 6 (Karte)                            | um 1910                                                          | baugeschichtlich und städtebaulich von Bedeutung, im Reformstil der Zeit um 1910, Putzfassade. Mietshaus, Klinkersockel, Putz mit Putznutungen, gequadertes Rundbogenportal, der Schlussstein mit Maske, Rechteckfenster teilweise durch Putzstreifen gerahmt, mit Diamantmotiv, zum Teil Giebelbedachung und Schlusssteinornament, Mansarddach mit Dachgaupen. | 09255345 |
| Weitere Bilder                          | Mietshaus in geschlossener Bebauung | Lichtwerstraße 9 (Karte)                            | bezeichnet 1910                                                  | baugeschichtlich und städtebaulich von Bedeutung, im Reformstil der Zeit um 1910, Putzfassade mit Klinkerelementen, Erker und Zwerchhausgiebel. Mietshaus, Putzsockel, im Erdgeschoss Klinker und Putz, mit Putznutungen, Erker, Zwerchhausgiebel, Fassade eingefasst von gequaderten Lisenen, über dem Portal bezeichnet 1910, Mansarddach mit zwei Schleppgaupen. | 09255344 |
| Weitere Bilder                          | Mietshaus in geschlossener Bebauung | Lichtwerstraße 10 (Karte)                           | um 1910                                                          | baugeschichtlich und städtebaulich von Bedeutung, im Reformstil der Zeit um 1910, Putzfassade mit Klinkerelementen, Zwerchhausgiebel mit Oculus. Mietshaus, Granitsockel, Erdgeschoss Klinker, Obergeschosse verputzt, im Mittelteil ab 1. Obergeschoss risalitartig vorspringend, Zwerchhausgiebel, ab 1. Obergeschoss im Mittelteil risalitartig vorspringend, Putzstreifen, zum Teil gestufte Spiegel, Mansarddach mit zwei Schleppgaupen. | 09255343 |
|                                         | Heiste (mit Stützmauer und Treppenanlage) | Liegenbank (Karte)                                  | 1902                                                             | städtebaulich und straßenbildprägend von Bedeutung, zum Teil rustizierte Werksteinmauer, repräsentativ gestaltete Treppenaufgänge. Mauer zum Fußweg vor der Liegenbank mit Treppenanlage, Werksteinmauer, zum Teil rustiziert, rechteckige Pfeiler mit würfelkapitellähnlichen Köpfen, Treppenanlage mit drei Treppen, vermauert ein Stein mit Jahreszahl 1555, sowie ein Stein mit Jahreszahl 1902, stark abgewittert. | 09255692 |
|                                         | Wohnhaus in geschlossener Bebauung | Liegenbank 1 (Karte)                                | um 1650                                                          | mit Ladeneinbau, baugeschichtlich, hausgeschichtlich und städtebaulich von Bedeutung, ortsbildprägender Fachwerkbau mit K-Streben-Konstruktion, schönes barockes Porphyrportal. Wohnhaus, Stein/Fachwerkbau, zum Teil verputzt, Porphyrportal mit flachem Korbbogen und Schlussstein, steiles Satteldach mit Schleppgaupen. Nach links ca. 0,5 m Abstand zu Liegenbank 2. | 09255691 |
|                                         | Wohnhaus in geschlossener Bebauung | Liegenbank 2 (Karte)                                | Ende 19. Jh., im Kern älter                                      | mit Ladeneinbau, baugeschichtlich, hausgeschichtlich und städtebaulich von Bedeutung, gründerzeitliche Putzfassade über erheblich älterem Fachwerkkern. Wohnhaus, Putzfassade über erheblich älterem Fachwerkkern, die Fassade E. 19. Jh. mit Laden, dieser jedoch verändert, steiles Satteldach mit Zwerchhäusern. | 09255693 |
|                                         | Wohnhaus in geschlossener Bebauung | Liegenbank 3 (Karte)                                | 2. Hälfte 19. Jh., im Kern älter                                 | mit Ladeneinbau, baugeschichtlich und städtebaulich von Bedeutung, gründerzeitliche Putzfassade über erheblich älterem Kern. Wohnhaus, Putzfassade über erheblich älterem Kern, Rundbogenportal und rundbogige Ladenfenster, im Obergeschoss einfache Rechteckfenster, steiles Satteldach mit Zwerchhäusern. | 09255694 |
|                                         | Wohnhäuser einer Wohnanlage, mit Vorgartenbereichen | Liscowstraße 2; 4; 6; 8 (Karte)                     | 1920er Jahre                                                     | baugeschichtlich und städtebaulich von Bedeutung, im Heimatstil und im Stil der Neuen Sachlichkeit, zurückgesetzte Flanken mit Walmdächern, Putzfassade mit Klinkerstreifen, Treppenhausrisalite. Mietshaus mit vier Eingängen, die Flanken zurückgesetzt, zu Mietshausanlage mit Friedrich-Ebert-Straße 23 bis 27 gehörend, Bruchsteinsockel, Putzfassade, durchlichtete Treppenhausrisalite, die Kopfbauten mit abgewalmten Mansarddächern, die Mittelbauten mit Pultdächern, Rechteck- und Lünettenfenster. | 09255469 |
| Direkt Bild zu diesem Denkmal hochladen | Wohnhaus in offener Bebauung, mit Einfriedung | Liststraße 7 (Karte)                                | um 1880/1890                                                     | baugeschichtlich und städtebaulich von Bedeutung, repräsentative gründerzeitliche Klinker-Putzfassade. | 09302769 |
| Direkt Bild zu diesem Denkmal hochladen | Ehemals Loge „Friedrich August zum treuen Bunde“, später Kirchgemeindehaus, mit Einfriedung | Liststraße 11 (Karte)                               | 1878–1879                                                        | schlichte Putzfassade mit Rundbogenfenstern, ortsgeschichtlich, kulturgeschichtlich und baugeschichtlich von Bedeutung. Bruchsteinsockel, Fassade verputzt, Rundbogenfenster, Zwerchhaus, Walmdach. | 09255752 |
| Direkt Bild zu diesem Denkmal hochladen | Wohnhaus in halboffener Bebauung | Liststraße 14 (Karte)                               | um 1870                                                          | baugeschichtlich von Bedeutung, klassizistisch-gründerzeitliche Putzfassade. Mietshaus, Putzfassade mit Putzstreifen, putzgerahmte Fenster, Spiegelband unter Traufgesims, Satteldach mit Zwerchhäusern. | 09255753 |
|                                         | Spezialfabrik für Transportanlagen Heinrich August Schmidt | Liststraße 17 (Karte)                               | 1902                                                             | Fabrikensemble bestehend aus zwei Produktionsgebäuden, Verwaltungsanbau und Schornstein; Transportanlagenbau für Braunkohlenbergbau – baugeschichtlich und technikgeschichtlich von Bedeutung, ortsgeschichtlich bedeutender Industriebau in Ziegelbauweise von architektonisch interessanter und durch direkte Lage an der Bahnstrecke Leipzig–Dresden von prägender Wirkung. | 09257226 |
| Direkt Bild zu diesem Denkmal hochladen | Wohnhaus in halboffener Bebauung | Liststraße 30 (Karte)                               | nach 1880                                                        | mit Laden, baugeschichtlich und städtebaulich von Bedeutung, frühgründerzeitliche Putzfassade. Zwerchhaus mit Satteldach. | 09255679 |
| Direkt Bild zu diesem Denkmal hochladen | Wohnhaus in geschlossener Bebauung | Liststraße 32 (Karte)                               | nach 1880                                                        | baugeschichtlich und städtebaulich von Bedeutung, frühgründerzeitliche Putzfassade, Putzquaderung mit Schlusssteinmotiv. Mietshaus, profilierte Fenstergewände, Fensterbedachung auf Konsolen, Putzspiegel unter Sohlbänken. Satteldach mit Zwerchhaus. | 09255680 |
| Weitere Bilder                          | Mietvilla (Doppelanlage mit Nr. 4) | Lüptitzer Straße 2 (Karte)                          | 1902                                                             | baugeschichtlich von Bedeutung, gründerzeitliche Klinker-Putzfassade, Risalit mit Zwerchhausgiebel, Veranda, Mietvilla in Doppelanlage mit Lüptitzer Straße 4, Erdgeschoss Putz, dreiteilige Fenster, von Giebelmotiv überfangen, Obergeschoss Klinker, Lisenen, Zwerchhausgiebel, Mansarddach. | 09255630 |
| Direkt Bild zu diesem Denkmal hochladen | Mietvilla (Doppelanlage mit Nr. 2) | Lüptitzer Straße 4 (Karte)                          | 1902                                                             | baugeschichtlich von Bedeutung, gründerzeitliche Klinker-Putzfassade, Risalit mit Zwerchhausgiebel, Veranda. Mietvilla in Doppelanlage mit Lüptitzer Straße 2, Erdgeschoss Putz, dreiteilige Fenster, von Giebelmotiv überfangen, Obergeschoss Klinker, Lisenen, Zwerchhausgiebel, Mansarddach. | 09255631 |
| Direkt Bild zu diesem Denkmal hochladen | Wohnhaus in offener Bebauung, mit Einfriedung | Lüptitzer Straße 14 (Karte)                         | 1928-1929                                                        | baugeschichtlich von Bedeutung, im Stil der Neuen Sachlichkeit (Architekt: Albrecht Jaeger, Leipzig), Flachdach, Putzfassade, halbrunder Vorbau zum Garten. Bauhaus-Villa | 09256045 |
| Weitere Bilder                          | Fabrik | Marienstraße 1; 3 (Karte)                           | um 1880                                                          | baugeschichtlich von Bedeutung, straßenbildprägender Klinkerbau mit profilierten Natursteinsohlbänken. Grünes Kachelband fasst Segmentbogenfenster zusammen, Hauptgesims Konsolfries, atikaartiger Aufsatz, zu Marienstraße 3 gehörend. Nummer 3: Heller Klinkerbau mit grünen Kachelstreifen, Echgestaltung durch Blendgiebel dieser durch profiliertes Gesims gefasst. | 09255364 |
| Weitere Bilder                          | Mietshaus in Ecklage | Marienstraße 4 (Karte)                              | um 1890                                                          | mit Laden, städtebaulich und baugeschichtlich von Bedeutung, gründerzeitlicher Klinker-Putzbau, vielfältige Giebel- und Schlusssteinmotive. Mietshaus mit putzgerahmten Fenstern, Fensterbankgesimse auf Konsolen, Eckpartien durch Lisenen gerahmt. Erdgeschossputz völlig verändert, übereck abgewalmtes Satteldach. | 09255367 |
| Weitere Bilder                          | Mietshaus in geschlossener Bebauung, mit Hofgebäude | Marienstraße 10 (Karte)                             | 1907–1908                                                        | gründerzeitlicher Putzbau mit Klinkergliederung, Segmentbogenportal mit Jugendstil-Ornamentik, Hofgebäude in Klinkermauerwerk, ortsentwicklungsgeschichtlich und baugeschichtlich von Bedeutung. Mietshaus: Klinker bis Mitte Erdgeschoss hochgezogen, Segmentbogen- und Rechteckfenster, Lisenen, im Klinkerteil horizontale Putzstreifen, Mansarddach mit Schleppgaupen. Hofgebäude: eingeschossiger Bau mit Pultdach, Klinkermauerwerk, erbaut als Wurstküche und Schlachthaus – Nacherfassung 2017. | 09255368 |
| Weitere Bilder                          | Mietshaus in Ecklage | Marienstraße 13 (Karte)                             | um 1880/1890                                                     | städtebaulich und baugeschichtlich von Bedeutung, gründerzeitlicher Klinker-Putzbau, Gliederung u. a. durch Muschelmotiv. Mietshaus mit gebrochener Ecke, Blendbalustrade, über Hauptgesims Dreiecksgiebel mit Maske. Satteldach übereck abgewalmt mit Zwerchhäusern. Konsolfries unter Hauptgesims. | 09255369 |
| Weitere Bilder                          | Mietshaus in geschlossener Bebauung | Marienstraße 15 (Karte)                             | um 1880/1890                                                     | städtebaulich und baugeschichtlich von Bedeutung, gründerzeitlicher Klinker-Putzbau. | 09302775 |
| Weitere Bilder                          | Mietshaus in geschlossener Bebauung | Marienstraße 16 (Karte)                             | um 1910                                                          | städtebaulich und baugeschichtlich von Bedeutung, spätgründerzeitlicher Putzbau, äußere Achsen risalitartig ab ersten Obergeschoss vorspringend. Äußere Achsen münden in Zwerchhausgiebel. Erdgeschossgesims mit Wellenband, Fenstereinfassungen schlicht, mit Giebel bekröntes Rechteckportal. Mansarddach mit Schleppgaupen. | 09255370 |
| Weitere Bilder                          | Mietshaus in geschlossener Bebauung | Marienstraße 17 (Karte)                             | 1880/1890                                                        | städtebaulich und baugeschichtlich von Bedeutung, gründerzeitlicher Klinker-Putzbau. | 09302774 |
| Weitere Bilder                          | Mietshaus in geschlossener Bebauung | Marienstraße 18 (Karte)                             | um 1910                                                          | städtebaulich und baugeschichtlich von Bedeutung, spätgründerzeitlicher Putzbau, Werksteinsockel bis Mitte Erdgeschoss. Mietshaus mit Rauh- und Glattputz, ab zweitem Obergeschoss Mittelteil flach zurücktretend, Seitenteile in Zwerchhausgiebel mündend. Mittelteil des zweiten Obergeschosses durch Putzbänder fachwerkähnlich gegliedert. Mansarddach mit Schleppgaupen. | 09255371 |
| Weitere Bilder                          | Mietshaus in geschlossener Bebauung | Marienstraße 19 (Karte)                             | um 1890                                                          | städtebaulich und baugeschichtlich von Bedeutung, gründerzeitlicher Klinker-Putzbau, Seitenrisalit, Putznutung, Segmentbogenfenster mit diamantierten Schlusssteinen. Fenstergliederung in Putz durch Segmentbögen und Gesimsstreifenbedachung. Satteldach mit Zwerchhaus. | 09255373 |
| Weitere Bilder                          | Mietshaus in geschlossener Bebauung | Marienstraße 20 (Karte)                             | um 1910                                                          | städtebaulich und baugeschichtlich von Bedeutung, spätgründerzeitlicher Putzbau, Sockel und Erdgeschoss in Werkstein, Putzspiegel mit Maskenornament und ovales Radornament. Gliederung durch Rundbogenportal mit Schlussstein, Rundbogenfenster, ab erstem Obergeschoss Mittelteil flach zurücktretend, Seitenteile quaderlisenengerahmt, in Zwerchhausgiebel mündend. Mansarddach mit Schleppgaupen. | 09255372 |
| Weitere Bilder                          | Mietshaus in geschlossener Bebauung | Marienstraße 21 (Karte)                             | 1880/1890                                                        | städtebaulich und baugeschichtlich von Bedeutung, gründerzeitlicher Klinker-Putzbau, Seitenrisalit. Mietshaus, Seitenrisalit, Bruchsteinsockel, Erdgeschoss in Putz mit Putznutungen, Segmentbogenfenster mit diamantierten Schlusssteinen, die Obergeschosse in Klinker, Segmentbogenfenster, Gesimsstreifenbedachungen, Satteldach mit Zwerchhaus. | 09255374 |
| Weitere Bilder                          | Mietshaus in geschlossener Bebauung | Marienstraße 23 (Karte)                             | 1890/1900                                                        | städtebaulich und baugeschichtlich von Bedeutung, gründerzeitlicher Klinker-Putzbau, Seitenrisalit. Mietshaus, Seitenrisalit, Bruchsteinsockel, Erdgeschoss Putz mit Putzbändern, Rechteckportal mit diamantiertem Schlussstein, Obergeschosse Klinker, Gesimsstreifen- und Dreiecksgiebelfensterbedachungen, Konsolfries, Satteldach mit Zwerchhaus. | 09255375 |
| Weitere Bilder                          | Mietshaus in geschlossener Bebauung | Marienstraße 25 (Karte)                             | 1890/1900                                                        | städtebaulich und baugeschichtlich von Bedeutung, gründerzeitlicher Klinker-Putzbau, Mietshaus, Bruchsteinsockel, Erdgeschoss Putz, gequadert, Obergeschosse Klinker, die Fensterrahmungen in Putz, Giebel- und Gesimsstreifenbedachungen, Mansarddach mit Zwerchhäusern. | 09255376 |
| Weitere Bilder                          | Mietshaus in geschlossener Bebauung | Marienstraße 27 (Karte)                             | 1890/1900                                                        | städtebaulich und baugeschichtlich von Bedeutung, gründerzeitlicher Klinker-Putzbau, Mietshaus, Klinkersockel, Erdgeschoss Putz, Obergeschosse Klinker, Erdgeschossfenster mit profilierten, Obergeschossfenster mit gestuften Rahmungen, Gesimsstreifen- und Giebelbedachungen, profilierte sohlbänke, Bandgesimse, Konsolfries, Mansarddach mit Zwerchhäusern. | 09255377 |
| Weitere Bilder                          | Mietshaus in geschlossener Bebauung | Marienstraße 29 (Karte)                             | 1890/1900                                                        | städtebaulich und baugeschichtlich von Bedeutung, gründerzeitlicher Klinker-Putzbau, Mietshaus, Klinkersockel, Erdgeschoss Putz, gequadert und mit alternierenden Streifen, Obergeschosse Klinker mit putzgerahmten Fenstern, Dreiecksgiebel- und Rundbogenbedachungen mit Muschel- und Konsolmotiven, Konsolgesims, Mansarddach mit Schleppgaupen. | 09255378 |
| Weitere Bilder                          | Mietshaus in geschlossener Bebauung | Marienstraße 31 (Karte)                             | bezeichnet 1904                                                  | städtebaulich und baugeschichtlich von Bedeutung, spätgründerzeitlicher Klinkerbau, Zwerchhausgiebel, Mietshaus, Putzsockel, Geschosse Klinker, ab dem 1. Obergeschoss Mittelteil flach zurücktretend, Segmentbogen-, Rechteck-, Vorhangbogen- und Rundbogenfenster, Mansarddach mit Schleppgaupen, im Schlussstein des Segmentbogenportals bezeichnet 1904. | 09255379 |
| Weitere Bilder                          | Mietshaus in Ecklage | Marienstraße 33 (Karte)                             | um 1880                                                          | mit Gaststätte, städtebaulich und baugeschichtlich von Bedeutung, gründerzeitlicher Klinker-Putzbau, Eckrisalit, straßenbildprägender Eckturm mit Haube, Mietshaus, Eckrisalit, in Turm mit Haube mündend, Erdgeschoss Putz, genutet, Obergeschosse Klinker, Risalitkanten mit Bossenquadern eingefasst, über dem Traufgesims weiteres Geschoss, Fenster mit Dreipass- und Dreiecksgiebelbedachungen, mit Muschel- und Palmettenmotiven, Mansarddach mit Schleppgaupen. | 09255380 |
|                                         | Platzanlage, mit Pflasterung | Markt (Karte)                                       |                                                                  | städtebaulich, geschichtlich und baugeschichtlich von Bedeutung, Ausgangspunkt der wichtigsten Straßen der Stadt, die Pflasterung Teil des im Altstadtbereich erhaltenen historischen Straßenbelags, die Platzanlage bestimmt durch die Bebauung des 16. und des 19. Jahrhunderts. Der Markt ist der zentrale Platz der Stadt, an den Platzseiten entfaltet sich die repräsentative Architektur des 16. Jahrhunderts, von ihm gehen die wichtigsten Straßen, die Wenceslaigasse nach Süden, die Eilenburger Straße (heutige Albert-Kuntz-Straße) nach Norden und die Jacobsgasse nach Osten aus. Die Gestaltung des Platzes wird wesentlich auch durch die Bauten des 19. Jh. bestimmt. Ebenso wichtig erscheinen das Eckhaus Albert-Kuntz-Straße 1 und die Erbauung der Liegenbank. | 09255001 |
| Weitere Bilder                          | Rathaus in Ecklage, mit Nebengebäude im Hof (ehemaliges Stadtgefängnis) | Markt 1 (Karte)                                     | 17. Jh. und 1803, im Kern 15. Jh.                                | schlichter Spätbarockbau, im Kern älter, auf annähernd quadratischem Grundriss, mit profilierten Fensterlaibungen, platzbildbestimmender Turm, baugeschichtlich, ortsgeschichtlich und städtebaulich von Bedeutung. | 09255002 |
| Weitere Bilder                          | Wohnhaus in geschlossener Bebauung | Markt 2 (Karte)                                     | nach 1870                                                        | mit Laden, baugeschichtlich und städtebaulich von Bedeutung, gründerzeitliche Fassade, Architekturglieder in Neorenaissanceornamentik. Wohnhaus unmittelbar am Markt gelegen, im Ladenbereich Veränderungen vorgenommen. Einfahrt noch originales mit Renaissanceformen versehenes zweiflügliges Tor, Erdgeschoss durch Konsolenfries vom ersten Obergeschoss getrennt, bildet gleichzeitig Sohlbank, Fensterrahmungen gerade und durch Blattwerk bekrönt. Erstes und zweites Obergeschoss durch Eierstabgesims getrennt, gleichzeitig Sohlbank der Fenster des Geschosses bildend. Hauptgesims Eierstab/Konsolfries, Satteldach. | 09255003 |
|                                         | Wohnhaus in geschlossener Bebauung | Markt 3 (Karte)                                     | 16. Jh.                                                          | mit Ladeneinbau, baugeschichtlich und städtebaulich von Bedeutung, ein Renaissancebau mit schöner gründerzeitlicher Ladenfront. Zweigeschossiges Traufenhaus, Fensterlaibungen im Obergeschoss und Dachgesims reich profiliert, darüber steiles Satteldach. Im Erdgeschoss Ladeneinbau des 19. Jahrhunderts, Rahmenwerk in Renaissanceformen. | 09255004 |
|                                         | Wohnhaus in Ecklage | Markt 4 (Karte)                                     | 16. Jh.                                                          | mit Laden, baugeschichtlich, hausgeschichtlich und städtebaulich von Bedeutung, giebelständiges Gebäude, im Kern ein Fachwerkbau vermutlich der Renaissancezeit, gründerzeitlich überformte Fassade und schöne Ladenfront des 19. Jahrhunderts. Fachwerkbau mit Hofflügel, hofseitig im ersten Obergeschoss weit vorkragend, zum Teil biberschwanzverblendet. Fassade und Ladeneinbau 19. Jh., in neoklassizistischen Formen. Im Erdgeschoss Portikus mit kannelierten Pilastern. Rechteckfenster mit Putzprofilrahmungen. Fassade bekrönt von Giebel gegliedert durch Pilaster und Architrav mit Voluten, Rechteckfenster und Ochsenauge. Steiles Satteldach. Hofflügel vor 2008 abgebrochen. | 09255005 |
|                                         | Wohnhaus in Ecklage (ein Flurstück mit Markt 6) | Markt 5 (Karte)                                     | im Kern 16. Jh., später verändert                                | baugeschichtlich und städtebaulich von Bedeutung, im Kern vermutlich ein Renaissancebau, schönes barockes Portal. Zweigeschossiger Bau in Traufenstellung, sechsachsig, mit hohem Satteldach, in der Mittelachse Portal in schlichten Rokokoformen, Satteldach mit drei Zwerchhäusern, nachträglich eingefügte Dachgaupen. Hofseite völlig verändert. | 09255006 |
|                                         | Wohnhaus in geschlossener Bebauung (ein Flurstück mit Markt 5) | Markt 6 (Karte)                                     | 16. Jh., später teilweise verändert (bezeichnet 1676)            | baugeschichtlich und städtebaulich von Bedeutung, ein Renaissancebau, Tor aus Rochlitzer Porphyr mit Wappensteinen. Zweigeschossiger Wohnhausbau mit fünf Achsen in Traufenstellung mit schlichter Fassade. Gekehlte Fensterlaibungen im Erdgeschoss, rundbogiges, gequadertes Tor aus Rochlitzer Porphyr, Schlussstein mit zwei Wappen Holzendorff und Arnim (Inschrift C.S.V.H.–A.E.V.A., d. h. Christian Siegmund von Holzendorff und Anna Elisabeth von Arnim, darunter 1676 bezeichnet). Tor mit originalen Flügeln. Satteldach. | 09255007 |
|                                         | Wohnhaus in geschlossener Bebauung | Markt 7 (Karte)                                     | Ende 19. Jh., Fassade um 1910                                    | mit Laden, baugeschichtlich und städtebaulich von Bedeutung, ein Gründerzeitgebäude, die aufwendige Fassadengestaltung mit Masken, Pilaster und Putzspiegel von einem Umbau um 1910 im Reformstil der Zeit. Dreigeschossiges Wohnhaus, Satteldach, Erdgeschoss aufwendig gestaltete Tordurchfahrt und Portal. Gliederung im Erdgeschoss durch Pilaster und Architrav. Im ersten Obergeschoss einfache Rechteckfenster, Gliederung durch Pilaster mit Putznutungen, über den äußeren Fenstern Spiegel in Wappenform. Drempelgeschoss mit runden, zum Teil vermauerten Lüftungsöffnungen. Fassadenrahmung insgesamt durch Pilaster, in der Kapitellzone mit Maskenrelief. | 09255008 |
|                                         | Wohnhaus in geschlossener Bebauung | Markt 8 (Karte)                                     | Kern des 16. Jh., Umbau nach 1900                                | mit Laden, baugeschichtlich, hausgeschichtlich und städtebaulich von Bedeutung, spätgründerzeitliche Fassade mit mächtigem Schweifgiebel, im Kern wesentlich älter (Renaissancebau), originales Jugendstilgitter in Tordurchfahrt, prägender Umbau um 1902 durch Architekt Karl Poser, Leipzig. Dreigeschossiges, vierachsiges Wohnhaus in Traufenstellung, im Erdgeschoss Läden, Tordurchfahrt mit originalem, schmiedeeisernem Jugendstilgitter. Oberhalb des Torbogens kartuschenartiges Ornament, darin Initialen FS, bezeichnet: gegründet 1875. Im ersten Obergeschoss rechteckige Fenster, im zweiten ebenfalls Rechteckfenster, hier aber flankiert von zwei rundbogigen Fenstern. Gliederung der Fassade durch Pilaster, Voluten, Rankenwerk und Putznutungen. Satteldach. | 09255009 |
|                                         | Wohnhaus in Ecklage | Markt 9 (Karte)                                     | 1910/1920                                                        | mit Laden, baugeschichtlich und städtebaulich von Bedeutung, im Heimatstil mit Art-Déco-Elementen, Giebel zum Markt durch Voluten gefasst. Wohn- und Geschäftshaus, marktseitige Ladenfenster überdacht von durchbrochenen Giebeln, mit Eichelornament, rechteckiges Portal, Sturz mit Kranzgesims, halbrund überfangen, mit menschlicher Maske flankiert von zwei Sternen. Im ersten Obergeschoss einfache Rechteckfenster mit originalen Fensterläden. Marktseitig mit Zwerchhausgiebel, eingefasst von Voluten gegliedert durch Fenster, Lisenen und Putznutungen. Im Tympanon Löwenmaske. Weit vorkragendes profiliertes Hauptgesims. Mansarddach mit Schleppgaupen. Seite zur Jacobsgasse ebenfalls mit Zwerchhausgiebel, Ladeneinbau leicht verändert. | 09255010 |
|                                         | Wohnhaus in ehemals geschlossener Bebauung | Markt 10 (Karte)                                    | um 1880                                                          | mit Ladenvorbau, baugeschichtlich und städtebaulich von Bedeutung, ein Gründerzeitgebäude, Obergeschosse in Klinker ausgeführt. Wohnhaus mit Laden, Erdgeschoss sicher verändert. Fassade in den oberen Geschossen in Klinker ausgeführt, Rechteck- und Segmentbogenfenster zum Teil mit Schlusssteinen mit Diamantquaderornament. Weit vorkragendes Traufgesims, Satteldach mit drei Zwerchhäusern. | 09255011 |
| Weitere Bilder                          | Gasthaus Zum Goldenen Adler (Gasthaus in Ecklage, mit Seitenflügel zur Albert-Kuntz-Straße) | Markt 11 (Karte)                                    | um 1720                                                          | Eckhaus zur Albert-Kuntz-Straße, mit Ladeneinbau, baugeschichtlich und städtebaulich von Bedeutung, markanter Spätbarockbau, im Kern möglicherweise älter, prächtiges Portal, über dem Portal Adler unter Krone in den Fängen Zepter und Apfel, Rokoko-Ornamentik, Ladenfront im barockisierenden Heimatstil. Bau in repräsentativer Lage an der Nordseite des Marktes, ein Flügel zur heutigen Albert-Kuntz-Straße. Mehrflügeliger Bau um einen Innenhof. Portal in Fassadenmitte zum Markt, mit originaler Tür und Schlussstein. Sturz an den Ecken abgerundet und überfangen von durchbrochenem Gesims mit Wappen mit Adler unter Krone, in den Fängen Zepter und Apfel. Profiliertes Hauptgesims, Satteldach mit Zwerchhäusern, das mittlere in der ersten Reihe in aufwendigen Barockformen. | 09255012 |
|                                         | Wohnhaus in geschlossener Bebauung | Markt 12 (Karte)                                    | Ende 19. Jh., im Kern älter                                      | baugeschichtlich, hausgeschichtlich und städtebaulich von Bedeutung, im Kern vermutlich ein Renaissancebau, aufwendige Zwerchhausgliederung aus der Gründerzeit. Schlichte Fassade des ausgehendes 19. Jh. vor älterem Kern, einfache Rechteckfenster, einfaches Hauptgesims, steiles Satteldach mit Schleppgaupen und Zwerchhausgiebel. Zwerchhausgiebelgliederung, Dreiviertelpfeiler, Architrav und Ornament. | 09255013 |
| Weitere Bilder                          | Wohnhaus (später Hotel) in geschlossener Bebauung | Markt 13 (Karte)                                    | Ende 19. Jh., Kern wesentlich älter (17. Jh.)                    | baugeschichtlich, hausgeschichtlich und städtebaulich von Bedeutung, im Kern ein Renaissancebau, im Dach platzbildprägendes Zwerchhaus mit Pilastergliederung, spätgründerzeitlicher Erker mit neurenaissancistischem Dekor. Dreigeschossiges Traufhaus. Erker in dekorativem Fachwerk mit neurenaissancistischem Groteskendekor. Profiliertes Hauptgesims, Zwerchhausgiebel mit aufgelegter Portikusstruktur und anderem Dekor in Putz, flankiert von zwei kleineren Zwerchhäusern. Satteldach. | 09255014 |
|                                         | Wohnhaus in geschlossener Bebauung | Markt 14 (Karte)                                    | um 1900 (Fassade), im Kern vermutlich wesentlich älter (16. Jh.) | mit Ladeneinbau, baugeschichtlich, hausgeschichtlich und städtebaulich von Bedeutung, im Kern vermutlich ein Renaissancebau, Umbau und Gliederung der Fassade im Jugendstil. Dreigeschossiges Wohnhaus in Traufenstellung, gestelztes, gekehltes Rundbogenportal, darüber Putzornamentik in Renaissance- und Barockformen, mit Portalschlussstein, darin weibliche Maske. Fenster zum Teil in Formen der Renaissance, das zweite Obergeschoss aufgestockt, Mauerstreifen mit Jugendstilornamentik. Satteldach. | 09255015 |
|                                         | Wohnhaus in geschlossener Bebauung | Markt 15 (Karte)                                    | 2. Hälfte 19. Jh.                                                | mit Ladeneinbauten, baugeschichtlich und städtebaulich von Bedeutung, frühes Gründerzeitgebäude mit gerahmten Rechteckfenstern. Dreigeschossiger Bau, mit Laden, Satteldach, Gliederung mit Putznutungen, einfach gerahmte Rechteckfenster und gesimsartigen Bedachungen, im zweiten Obergeschoss Sohlbänke auf Konsolen. | 09255016 |
| Direkt Bild zu diesem Denkmal hochladen | Mietshaus in Ecklage | Martin-Luther-Straße 2 (Karte)                      | nach 1870                                                        | mit Laden, städtebaulich von Bedeutung, gründerzeitlicher Putz-Klinkerbau mit Eck-Erker. Fassadengliederung durch Putzstreifen im Erdgeschoss, Fensterrahmung durch Entlastungsbögen in Klinker, Putzgesimsen und Putzspiegeln. Originale Torflügel. Abgewalmtes Flachdach. | 09255181 |
| Direkt Bild zu diesem Denkmal hochladen | Mietshaus in geschlossener Bebauung | Martin-Luther-Straße 4 (Karte)                      | um 1900                                                          | mit Läden, baugeschichtlich und städtebaulich von Bedeutung, gründerzeitlicher Putz-Klinkerbau, Fassade mit Masken und floraler Ornamentik, Zwerchhausgiebel. Fassadengliederung in Putz, Obergeschosse in Klinker, Fensterbedachungen und Putzspiegel mit floralem Ornament. Abgewalmtes Flachdach. | 09255183 |
| Direkt Bild zu diesem Denkmal hochladen | Wohnhaus in geschlossener Bebauung | Martin-Luther-Straße 13 (Karte)                     | nach 1870                                                        | mit Laden, gründerzeitliche Putzfassade mit profilierten Fenstergewänden, baugeschichtlich und städtebaulich von Bedeutung. Fassadengliederung durch Putzstreifen, Sohlbänke auf Konsolen, gerade Fensterbedachungen. Satteldach mit Dachgaupen. | 09255185 |
| Direkt Bild zu diesem Denkmal hochladen | Mietshaus in geschlossener Bebauung konzipiert | Mozartstraße 2 (Karte)                              | 1870/1880                                                        | baugeschichtlich und städtebaulich von Bedeutung, Seitenrisalit, gründerzeitliche Klinker/Putzfassade. Mietshaus, Seitenrisalit, Bruchsteinsockel, Erdgeschoss Putz, gequadert, Obergeschosse Klinker, Fenster im Risalit mit Pilaster/Architravrahmung, die Pilaster mit Eierstabfries, Blendbalustraden, sonst putzprofilgerahmte Rechteckfenster mit Giebelbedachungen, Spiegel mit Festons, das Hauptgesims mit Konsolfries, Satteldach. | 09255389 |
|                                         | Mietshaus in geschlossener Bebauung konzipiert | Mozartstraße 3 (Karte)                              | 1870/1880                                                        | baugeschichtlich und städtebaulich von Bedeutung, Seitenrisalit, gründerzeitliche Klinker-Putzfassade. Mietshaus, flacher Seitenrisalit, Erdgeschoss Putz, gequadert, Obergeschosse Klinker, Fenster portikusähnlich gerahmt, Hauptgesims mit Spiegel- und Zahnschnittfries, Satteldach. | 09255390 |
|                                         | Mietshaus in geschlossener Bebauung (Doppelhaus mit Nr. 7) | Mozartstraße 5 (Karte)                              | 1905/1910                                                        | baugeschichtlich und städtebaulich von Bedeutung, spätgründerzeitliche Klinker-Putzfassade mit Jugendstilelementen, Erker. Mietshaus, Klinker/Putzfassade, Segmentbogenportal, gequadert mit Schlussstein, Erker, Blendgiebel, Festons, Schlusssteine, Putzstreifen. | 09255391 |
|                                         | Mietshaus in geschlossener Bebauung (Doppelhaus mit Nr. 5) | Mozartstraße 7 (Karte)                              | 1905/1910                                                        | baugeschichtlich und städtebaulich von Bedeutung, spätgründerzeitliche Klinker-Putzfassade mit Jugendstilelementen, Erker. Mietshaus, Klinker/Putzfassade, ab 1. Obergeschoss risalitartig vorspringend und in Blendgiebel mündend, Rechteck- und Segmentbogenfenster, zum Teil mit Schlusssteinen, Satteldach. | 09255392 |
|                                         | Mietshaus in geschlossener Bebauung | Mozartstraße 9 (Karte)                              | um 1900                                                          | baugeschichtlich und städtebaulich von Bedeutung, spätgründerzeitliche Putzfassade mit Klinkerelementen und dekorativem Fachwerk, im Reformstil der Zeit um 1900. Mietshaus, Klinkersockel, Obergeschosse verputzt, im 2. Obergeschoss unterhalb des Daches verbrettert, ab 1. Obergeschoss risalitartig vorspringender Seitenteil, Segmentbogen-, Rechteck- und Rundbogenfenster, dekoratives Fachwerk, Putzstreifen mit flechtbandähnlichem Ornament. | 09255393 |
| Direkt Bild zu diesem Denkmal hochladen | Wohnhaus in offener Bebauung | Nemter Straße 2 (Karte)                             | um 1880                                                          | frühgründerzeitlich-klassizistische Putzfassade, Mittelrisalit, baugeschichtlich von Bedeutung. Mietshaus, Bruchsteinsockel, Putzfassade, im Erdgeschoss gequadert, ebenso Kanten und Mittelrisalit durch Putzquader gefasst, Schlusssteinmotiv, Blattkonsolen, gerade Verdachungen, Satteldach. | 09255756 |
|                                         | Wohnhaus in offener Bebauung, mit Einfriedung | Postgasse 2 (Karte)                                 | nach 1750                                                        | baugeschichtlich und städtebaulich von Bedeutung, schlichte Vorstadtbebauung, straßenbildprägend. Giebelseiten durch glatte Putzstreifen gegliedert. Satteldach nach einer Seite abgewalmt. | 09255226 |
|                                         | Ehemaliges Postgebäude (mehrere Hausnummern, mit Anbau) sowie Stallgebäude, zur Crostigall Posttor (Scheune und Gesindehaus vor 2008 abgebrochen) | Postgasse 24; 24a; 24b; 24c (Karte)                 | beg. 1696, Umbau 1825/30 (Posthof)                               | baugeschichtlich, geschichtlich, künstlerisch, ortsgeschichtlich und verkehrsgeschichtlich von Bedeutung, im Kern barocke Anlage, das Posttor mit prächtigem Wappen an der Straße Crostigall, reich verziertes Portal mit Wappen am Hauptgebäude. | 09255233 |
| Weitere Bilder                          | Katholische Herz-Jesu-Kirche | Roitzscher Weg 1 (Karte)                            | 1899                                                             | stadtbildprägende Basilika mit Querhaus und Westturm, im neoromanischen Stil, Ecke Torgauer Straße, städtebaulich, baugeschichtlich, kunstgeschichtlich und künstlerisch von Bedeutung Rundbogenfenster und Friese, Westturm mit Zeltdach, Bruchsteinsockel, Obergaden. Dreierfenstergruppen, Lisenen, eingezogene halbrunde Apsis, steigender Rundbogenfries, originale Verglasung, Sakristei bildet entstellenden Anbau, Innen romanische Pfeiler, mit Kapitellen in Anlehnung an Korb- und Würfelkapitelle, Orgelempore, Triumphkreuzgruppe (19. Jh.) Seit 1895 bemühte sich die kleine katholische Gemeinde (etwa 200 Seelen) um den Bau einer eigenen Kirche (bisher Gottesdienste in der Gottesackerkirche Heilig-Geist-Kirche auf dem Alten Friedhof), maßgeblich unterstützt durch den katholischen Freiherrn von Schönberg auf Thammenhain, am 4. Mai 1899 Grundsteinlegung, am 3. Dezember 1899 Weihe. | 09255801 |
|                                         | Katholisches Pfarrhaus | Roitzscher Weg 3 (Karte)                            | 1890er Jahre                                                     | baugeschichtlich und ortsgeschichtlich von Bedeutung, gründerzeitliche Klinkerfassade mit Putzstreifen und Mittelrisalit Wohnhaus, Klinkerfassade, Putzstreifen, Mittelrisalit. Anschrift des Neubau Altenheim der Caritas St. Hedwig: Roitzscher Weg 1a. | 09255778 |
|                                         | Mietshaus in Ecklage | Rosa-Luxemburg-Straße 2 (Karte)                     | um 1900                                                          | baugeschichtlich und städtebaulich von Bedeutung, spätgründerzeitlicher Klinkerbau mit Betonformsteinelementen, straßenbildprägender Erker und Zwerchhausgiebel zur Dresdener Straße. Mietshaus, Sockel mit Betonsteinen und Putz, Obergeschosse Klinker, die Fenstergewände mit Betonformsteinen, Erker, Zwerchhausgiebel, Mansarddach mit Zwerchhäusern. | 09255732 |
|                                         | Mietshaus in geschlossener Bebauung | Rosa-Luxemburg-Straße 4 (Karte)                     | um 1900                                                          | baugeschichtlich und städtebaulich von Bedeutung, Putzfassade mit Betonformsteinen, im Reformstil der Zeit nach 1900. Mietshaus, Sockel in Betonstein und Klinker, Obergeschosse verputzt, das Portal quadergerahmt, Jugendstilspiegel in Putz, Mansarddach. | 09255733 |
|                                         | Mietshaus in ehemals geschlossener Bebauung (Doppelhaus mit dem vor 2008 abgebrochenen Nachbarhaus Nr. 8) | Rosa-Luxemburg-Straße 6 (Karte)                     | um 1900                                                          | baugeschichtlich und städtebaulich von Bedeutung, Putzfassade mit Betonformsteinen, im Reformstil der Zeit nach 1900. Mietshaus, Sockel mit Klinkern und Betonsteinen, Obergeschosse verputzt, Portal mit Pilastern, Giebel mit Vase und Blumen, Mansarddach mit Zwerchhäusern. | 09255734 |
|                                         | Doppelwohnhaus (mit Gartenstraße 2) | Rosa-Luxemburg-Straße 10 (Karte)                    | um 1908                                                          | baugeschichtlich von Bedeutung, im Reformstil der Zeit um 1900, Putzfassade mit Zwerchhausgiebel und straßenbildprägende Holzveranda. Wohnhaus in Doppelanlage mit Gartenstraße 2, aber freistehend von der Rosa-Luxemburg-Straße aus gesehen, Putzfassade, von Putzstreifen gegliedert, Zwerchhausgiebel, Walmdach. Vorbau in Holz. | 09255736 |
|                                         | Wohnhaus in offener Bebauung | Rosental 14 (Karte)                                 | nach 1870                                                        | baugeschichtlich von Bedeutung, gründerzeitliche Putzfassade, Gesims- und Giebelbedachung der Fenster. Wohnhaus, Sohlbänke auf Konsolen, Abschlussgesims in Holz einfach profiliert, Erdgeschoss Putzstreifen, Erdgeschoss von Obergeschoss mit Gesims getrennt, Giebel- und Gesimsstreifenbedachungen, Satteldach. erfasst unter der Anschrift: Rosenthal 12a. | 09255770 |
| Direkt Bild zu diesem Denkmal hochladen | Mietshaus in halboffener Bebauung | Rudolf-Breitscheid-Straße 8 (Karte)                 | 1880/1890                                                        | städtebaulich und baugeschichtlich von Bedeutung, aufwendige gründerzeitliche Putzfassade. Mietshaus, Bruchsteinsockel, Segmentbogen und Rechteckfenster, gestufte Rahmungen, Putzornament über Stürzen im Erdgeschoss (floral), Putzspiegel, Putten auf Gesimsbedachungen im ersten Obergeschoss. Satteldach mit Zwerchhausgiebel. | 09255548 |
| Direkt Bild zu diesem Denkmal hochladen | Mietshaus in halboffener Bebauung | Rudolf-Breitscheid-Straße 9 (Karte)                 | 1880/1890                                                        | städtebaulich und baugeschichtlich von Bedeutung, gründerzeitliche Putzfassade, Putznutung im Erdgeschoss, Putzspiegel über Fensterstürzen. Mietshaus, Giebelbedachungen auf Konsolen, Rosetten im zweiten Obergeschoss, gestufte Fensterrahmung, originales Torgitter (Schmiedeeisen). | 09255549 |
| Direkt Bild zu diesem Denkmal hochladen | Wohnhaus in geschlossener Bebauung | Rudolf-Breitscheid-Straße 12 (Karte)                | um 1870/1880                                                     | gründerzeitliche Putzfassade, städtebaulich und baugeschichtlich von Bedeutung. Mietshaus, Bruchsteinsockel, Fensterbankgesims, Konsolen diamantiert, gestufte Fensterrahmung. Satteldach. | 09255550 |
| Direkt Bild zu diesem Denkmal hochladen | Mietshaus in geschlossener Bebauung | Rudolf-Breitscheid-Straße 14 (Karte)                | 1870/1880                                                        | städtebaulich und baugeschichtlich von Bedeutung, gründerzeitliche Putzfassade (Putznutung, Spiegelmotiv). Mietshaus, Bruchsteinsockel, gestufte Fensterrahmung. Satteldach mit Zwerchhausgiebel. | 09255551 |
| Direkt Bild zu diesem Denkmal hochladen | Mietshaus in geschlossener Bebauung | Rudolf-Breitscheid-Straße 16 (Karte)                | 1870/1880                                                        | städtebaulich und baugeschichtlich von Bedeutung, gründerzeitlicher Klinker-Putzbau, Putznutung im Erdgeschoss, florale Ornamentik. Mietshaus, Bruchsteinsockel, Erdgeschoss Putznutung, gestufte Fensterrahmung, Bedachung auf Konsolen, Obergeschoss Klinker, über Fensterstürzen florales Ornament. Satteldach. | 09255552 |
| Direkt Bild zu diesem Denkmal hochladen | Wohnhaus in halboffener Bebauung | Rudolf-Breitscheid-Straße 18 (Karte)                | um 1870/1880                                                     | gründerzeitliche Putzfassade, diamantierte Konsolen über Triglyphen an den Fensterverdachungen, städtebaulich und baugeschichtlich von Bedeutung. Mietshaus, Bruchsteinsockel, gestufte Fensterrahmung, Putzspiegel. | 09255553 |
| Direkt Bild zu diesem Denkmal hochladen | Mietshaus in halboffener Bebauung | Rudolf-Breitscheid-Straße 20 (Karte)                | 1870/1880                                                        | städtebaulich und baugeschichtlich von Bedeutung, repräsentative gründerzeitliche Putzfassade, Putzquaderung, Rundbogenfenster, diamantierte Schlusssteine, Kompositkapitelle. Mietshaus, Bruchsteinsockel, Obergeschoss mit Pilastern, ornamentierte Fensterstürze, entstellend restauriert. Satteldach. | 09255554 |
| Direkt Bild zu diesem Denkmal hochladen | Mietshaus in geschlossener Bebauung | Rudolf-Breitscheid-Straße 22 (Karte)                | 1870/1880                                                        | ehemals mit Laden, städtebaulich und baugeschichtlich von Bedeutung, aufwendige gründerzeitliche Putzfassade, Putzspiegel, Deutsches Band. Mietshaus, Bruchsteinsockel, Bedachung im Obergeschoss mit aufgesetztem Palmettenmotiv. Satteldach mit Zwerchhausgiebel. Laden vermauert. | 09255555 |
| Direkt Bild zu diesem Denkmal hochladen | Mietshaus in geschlossener Bebauung | Rudolf-Breitscheid-Straße 24 (Karte)                | 1880/1890                                                        | städtebaulich und baugeschichtlich von Bedeutung, gründerzeitliche Putzfassade, Fensterverdachungen mit aufsitzendem Palmettenmotiv. Mietshaus, Bruchsteinsockel, Putznutung, gestufte Rahmung der Fenster, Sohlbänke und Bedachungen auf Konsolen. Dach verändert mit drei Dachhäuschen. | 09255556 |
|                                         | Mietshaus in Ecklage | Schillerstraße 1 (Karte)                            | 1870/1880                                                        | mit Laden, baugeschichtlich und städtebaulich von Bedeutung, platzbildprägender gründerzeitlicher Putz-Klinkerbau, Balkon. Mietshaus, Fenstereinfassung in Putz, schmiedeeisernes Gitter, Drempelgeschoss verputzt, Putzquaderung im Erdgeschoss. Walmdach. | 09255559 |
|                                         | Mietshaus in geschlossener Bebauung | Schillerstraße 2 (Karte)                            | 1870/1880                                                        | mit Laden, baugeschichtlich und städtebaulich von Bedeutung, gründerzeitlicher Putz-Klinkerbau. Mietshaus, Bruchsteinsockel, Putznutung im Erdgeschoss, Putzeinfassung der Fenster, Segmentbogenstreifen. Satteldach mit veränderten Dachgaupen. | 09255557 |
|                                         | Mietshaus in geschlossener Bebauung | Schillerstraße 3 (Karte)                            | um 1880                                                          | mit Laden, baugeschichtlich und städtebaulich von Bedeutung, gründerzeitlicher Klinkerbau, Zwerchhausgiebel mit Muschelbekrönung. Mietshaus, Werksteinsockel, Rundbogenportal und Rundbogenfenster im Erdgeschoss mit Schlusssteinen, Rechteck- und Vorhangbogenfenster. Mansarddach mit Schleppgaupen. | 09255560 |
|                                         | Mietshaus in geschlossener Bebauung | Schillerstraße 4 (Karte)                            | 1870/1880                                                        | baugeschichtlich und städtebaulich von Bedeutung, gründerzeitlicher Putzbau, Putzspiegel-Diamantfries. Mietshaus, Bruchsteinsockel, Putzstreifen, Konsolen. Satteldach. | 09255558 |
|                                         | Mietshaus in geschlossener Bebauung | Schillerstraße 5 (Karte)                            | um 1880                                                          | baugeschichtlich und städtebaulich von Bedeutung, prächtiger gründerzeitlicher Putz-Klinkerbau, im Stil der Neorenaissance, Seitenrisalit mit Balkon. Mietshaus, Putzquaderung, im ersten Obergeschoss Balkon, Drempelgeschoss, Satteldach. | 09255561 |
| Weitere Bilder                          | Doppelmietshaus in geschlossener Bebauung | Schillerstraße 5a; 5b (Karte)                       | 1905/1910                                                        | mit Läden, baugeschichtlich und städtebaulich von Bedeutung, Putzbauten im Reformstil der Zeit um 1905, Jugendstilreliefs, Fassade Nummer 5b mit Lisenen- und Pilastergliederung. Mietshaus, Rustikasockel, Putznutungen, Zwerchhausgiebel mit flankierenden Gaupen. | 09255562 |
|                                         | Mietshaus in geschlossener Bebauung | Schillerstraße 5c (Karte)                           | 1870/1880                                                        | baugeschichtlich und städtebaulich von Bedeutung, gründerzeitlicher Putz-Klinkerbau im Stil der Neorenaissance, Seitenrisalit. | 09255227 |
|                                         | Mietshaus in geschlossener Bebauung | Schillerstraße 6 (Karte)                            | 1870/1880                                                        | baugeschichtlich und städtebaulich von Bedeutung, gründerzeitlicher Putzbau, Putznutung. Mietshaus, Bruchsteinsockel, schlichte Fenstereinfassung. Satteldach. | 09255564 |
|                                         | Mietshaus in geschlossener Bebauung | Schillerstraße 7 (Karte)                            | 1870/1880                                                        | baugeschichtlich und städtebaulich von Bedeutung, gründerzeitlicher Putz-Klinkerbau im Stil der Neorenaissance, Seitenrisalit. Mietshaus, Seitenrisalit mit mächtigem Portal, gequaderte Stürze, Portalüberfangbogen, in Putz gerahmte Fenster, gestufte Fensterrahmung, profilierte Sohlbänke, Giebelbedachungen, Konsolen. Satteldach. | 09255566 |
|                                         | Mietshaus in geschlossener Bebauung | Schillerstraße 8 (Karte)                            | um 1880                                                          | mit Laden, baugeschichtlich und städtebaulich von Bedeutung, gründerzeitlicher Putzbau, prächtige Fassade mit Festons und Palmetten. Mietshaus, Bruchsteinsockel, aufwendige Putzornamentik, Portikusmotiv als Rahmung der Fenster, Eierstab-Konsolfries als Abschlussgesims, Giebelbedachung. Satteldach. | 09255565 |
|                                         | Mietshaus in geschlossener Bebauung | Schillerstraße 9 (Karte)                            | 1870/1880                                                        | baugeschichtlich und städtebaulich von Bedeutung, gründerzeitlicher Putz-Klinkerbau, prachtvolle Fassade, Klinkerüberfangbögen im obersten Geschoss. Mietshaus, Rustikasockel, Putznutung im Erdgeschoss, gequaderte Archivolten mit Schlussstein, aufwendige Putzrahmung der Fenster, vegetabiles Ornament, Spiegel, Überfangbögen in rotem und schwarzem Klinker wechselnd. Satteldach. | 09255567 |
|                                         | Mietshaus in geschlossener Bebauung | Schillerstraße 11 (Karte)                           | 1870/1880                                                        | baugeschichtlich und städtebaulich von Bedeutung, gründerzeitlicher Putz-Klinkerbau, Fassade von klassizistischer Wirkung. Mietshaus, Eierstabfries als Hauptgesims, Konsolen, Erdgeschoss sicher verändert. Satteldach. | 09255568 |
|                                         | Mietshaus in geschlossener Bebauung | Schillerstraße 13 (Karte)                           | 1870/1880                                                        | baugeschichtlich und städtebaulich von Bedeutung, gründerzeitlicher Putz-Klinkerbau, Balkon über dem Eingang. Mietshaus, Fensterrahmung in Putz, zum Teil vegetabile ornamentierte Giebel, über Portal Balkon mit schmiedeeisernem Gitter. Satteldach. | 09255569 |
|                                         | Mietshaus in geschlossener Bebauung | Schillerstraße 15 (Karte)                           | um 1880                                                          | mit Laden, baugeschichtlich und städtebaulich von Bedeutung, gründerzeitlicher Putzbau. Mietshaus, Klinkersockel, Putznutung gestufte Fensterrahmung, schlicht profilierte Sohlbänke und Fensterbedachungen. Satteldach. | 09255570 |
|                                         | Mietshaus in geschlossener Bebauung | Schillerstraße 17 (Karte)                           | 1870/1880                                                        | baugeschichtlich und städtebaulich von Bedeutung, gründerzeitlicher Putzbau. Mietshaus, Klinkersockel, Putznutung, Putzstreifen, gestufte Fensterrahmung, profilierte Sohlbänke und Fensterbedachungen. Satteldach. | 09255571 |
|                                         | Mietshaus in halboffener Bebauung, mit Vorgarten und Einfriedung | Schillerstraße 18 (Karte)                           | um 1905                                                          | baugeschichtlich und städtebaulich von Bedeutung, spätgründerzeitlicher Putz-Klinkerbau, Rundbogenportal mit Putzornament, Seitenrisalit mit Zwerchhausgiebel, im Stil der deutschen Neorenaissance. Mietshaus, Putzstreifen, Putznutung, Putzspiegel mit Jugendstilornament, Rechteck-, Segmentbogen- und Vorhangbogenfenster. Mansarddach mit Zwerchhausgiebel und Schleppgaupen. | 09255573 |
|                                         | Mietshaus in Ecklage | Schillerstraße 19 (Karte)                           | 1870/1880                                                        | ehemals mit Laden oder Gaststätte, baugeschichtlich und städtebaulich von Bedeutung, gründerzeitlicher Putzbau. Mietshaus, Bruchsteinsockel mit Klinker gefasst, Putznutung, gestufte Fensterrahmung, profilierte Sohlbänke und Gesimse, Portal links verändert, Laden vermauert. | 09255572 |
|                                         | Mietshaus in geschlossener Bebauung, mit Vorgarten und Einfriedung | Schillerstraße 20 (Karte)                           | um 1905                                                          | baugeschichtlich und städtebaulich von Bedeutung, spätgründerzeitlicher Putz-Klinkerbau, gequaderte Putzlisenen, Seitenrisalit mit Zwerchhausgiebel, im Stil der deutschen Neorenaissance. Mietshaus, Klinkersockel, Rechteck- und Vorhangbogenfenster, Zwerchhausgiebel mit Voluten. Mansarddach mit Dachhäuschen und Schleppgaupen. | 09255574 |
|                                         | Wohnhaus (vier Eingänge) einer Wohnanlage (siehe auch Goethestraße 44-54 und Torgauer Straße 2) | Schillerstraße 21; 23; 25; 27 (Karte)               | um 1925/1930                                                     | baugeschichtlich und städtebaulich von Bedeutung, im traditionellen Heimatstil, Fassadenbetonung durch Treppenhausrisalite. | 09255579 |
|                                         | Mietshaus in geschlossener Bebauung, mit Vorgarten und Einfriedung | Schillerstraße 22 (Karte)                           | um 1905/1910                                                     | baugeschichtlich und städtebaulich von Bedeutung, im Stil zwischen der deutschen Neorenaissance und dem Reformstil der Zeit um 1910, Putzbau mit Rundbogenportal, Volutengiebel. Mietshaus, Portikusrahmung des Rundbogenportals, Putzspiegel, Zwerchhausgiebel. Mansarddach mit Zwerchhaus und Schleppgaupe. | 09255575 |
|                                         | Mietshaus in halboffener Bebauung, mit Vorgarten und Einfriedung | Schillerstraße 24 (Karte)                           | um 1905/1910                                                     | baugeschichtlich und städtebaulich von Bedeutung, im Stil zwischen der deutschen Neorenaissance und dem Reformstil der Zeit um 1910, Putzbau mit Rundbogenportal, Volutengiebel. Mietshaus, Putznutung, Putzspiegel, gequaderte Lisenen, Zwerchhausgiebel. Mansarddach mit Zwerchhaus und Schleppgaupe. | 09255576 |
|                                         | Mietshaus in Ecklage | Schillerstraße 26 (Karte)                           | um 1910                                                          | mit Laden, baugeschichtlich und städtebaulich von Bedeutung, im Reformstil der Zeit um 1910, ein Putzbau mit Erker, Fassade mit Kartuschen in vegetabilen Formen. Mietshaus, Putznutung und Putzlisenen, Zwerchhausgiebel mit Pilastern, polygonaler Erker mit Haube. Mansarddach mit Zwerchhaus und Gaupe. | 09255577 |
| Weitere Bilder                          | Wohnhaus in Ecklage | Schuhgasse 1 (Karte)                                | im Kern etwa 17. Jh., Fassade um 1895                            | mit Laden, baugeschichtlich, hausgeschichtlich und städtebaulich von Bedeutung, im Kern vermutlich ein Renaissancebau, giebelständiges Gebäude, mit nachträglich vorgeblendeter, prächtiger gründerzeitlicher Klinkersteinfassade, platzbildprägende Lage am Markt. Zwei Geschosse, Putzbau mit vorgeblendeter Klinkersteinfassade. | 09259800 |
| Direkt Bild zu diesem Denkmal hochladen | Wohnhaus in ehemals geschlossener Bebauung | Schuhgasse 4 (Karte)                                | Mitte 19. Jh.                                                    | baugeschichtlich und städtebaulich von Bedeutung, einfacher klassizistischer Bau, älterer Kern. Wohnhausbau der Mitte des 19. Jh., möglicherweise mit einem älteren Kern, im Inneren nach Auskunft ein Balken von 1648, die Tür mit Natursteingewände, Rechteckfenster, voll verputzt, steiles Satteldach. | 09255092 |
| Direkt Bild zu diesem Denkmal hochladen | Wohnhaus in ehemals geschlossener Bebauung | Schuhgasse 5 (Karte)                                | nach 1860                                                        | baugeschichtlich und städtebaulich von Bedeutung, gründerzeitliche Putzfassade. Wohnhausbau in schlichter Ausführung mit Rechteckfenstern, Gesimsstreifenbedachung und Putzspiegeln, sowie Putzstreifen, das Satteldach neu. | 09255093 |
|                                         | Mietshaus in geschlossener Bebauung | Schweizergartenstraße 1 (Karte)                     | 1905/1910                                                        | mit Läden, baugeschichtlich und städtebaulich von Bedeutung, im Reformstil der Zeit um 1910, Putzfassade, Erker, Zwerchhausgiebel, reiche Ornamentik. Mietshaus, Sockel mit Granitplatten, Porphyr und Sandstein, zum Teil bossiert, Erker mit Medaillons mit figürlichen Reliefs, Fensterstürze mit vegetabiler Ornamentik, über dem Erker Zwerchhausgiebel, Mansarddach mit Dachhäuschen. Die Läden verändert. | 09255351 |
|                                         | Mietshaus in geschlossener Bebauung | Schweizergartenstraße 1b (Karte)                    | 1905/1910                                                        | mit Laden, baugeschichtlich und städtebaulich von Bedeutung, spätgründerzeitliche Klinker-Putzfassade, Erker, blaue Kachelstreifen, Zwerchhausgiebel. Mietshaus, Werksteinsockel, zum Teil bossiert, Erdgeschoss verputzt, Obergeschosse Klinker, polygonaler, verputzter Erker mit Festons, Putznutungen, Streifen aus blauen Kacheln, Zwerchhausgiebel, Mansarddach mit Schleppgaupen, Portale mit in die Laibungen eingestellten 1/4-Säulen, zweigeteiltes rundbogiges Oberlicht, gequadert. | 09255352 |
|                                         | Mietshaus in geschlossener Bebauung | Schweizergartenstraße 1c (Karte)                    | 1905/1910                                                        | mit Läden, baugeschichtlich und städtebaulich von Bedeutung, gründerzeitliche Putz-Klinkerfassade, Schleppgaupen mit Fachwerk. Mietshaus, Erdgeschoss verputzt, Obergeschosse Klinker, Fenster putzstreifengefasst, über den Stürzen Diamantmotiv, Mansarddach mit Schleppgaupen, diese mit dekorativem Fachwerk. | 09255353 |
|                                         | Mietshaus in geschlossener Bebauung | Schweizergartenstraße 1d (Karte)                    | um 1905                                                          | mit Laden oder Gaststätte, baugeschichtlich und städtebaulich von Bedeutung, prächtige lisenengegliedert spätgründerzeitliche Klinker-Putzfassade, Jugendstilornamentik, Zwerchhausgiebel. Mietshaus, Werksteinsockel, Erdgeschoss verputzt, die Obergeschosse Klinker, der Mittelteil Putz, von gequaderten Lisenen eingefasst und gegliedert, reiche Fensterbedachungen mit Blendgiebeln und vegetabilem Ornament, Zwerchhausgiebel, Mansarddach mit Schleppgaupen, Torflügel original. | 09255355 |
|                                         | Mietshaus in geschlossener Bebauung | Schweizergartenstraße 1e (Karte)                    | 1905/1910                                                        | baugeschichtlich und städtebaulich von Bedeutung, spätgründerzeitliche Klinkerfassade, Erker mit dekorativem Fachwerk, Zwerchhausgiebel, im Stil der deutschen Neorenaissance, Anklänge an Jugendstilornamentik. Mietshaus, Bruchsteinsockel, Fassade in Klinkern, Portal pilastergerahmt, darüber Erker mit dekorativem Fachwerk, Zwerchhausgiebel mit Rundbogenfenstern, Putzstreifen, Satteldach mit zwei Zwerchhäusern. | 09255354 |
|                                         | Blauer Saal der Gaststätte Schweizergarten | Schweizergartenstraße 2 (Karte)                     | 1. Hälfte 20. Jh.                                                | baugeschichtlich und ortsgeschichtlich von Bedeutung, im Art-déco-Stil. Blauer Saal im Art-Déco-Stil. | 09302776 |
|                                         | Bankgebäude in Ecklage | Schweizergartenstraße 2a (Karte)                    | um 1935                                                          | baugeschichtlich, kunstgeschichtlich und städtebaulich von Bedeutung, zwischen Heimatstil und Monumentalstil der Dreißiger Jahre, repräsentative Portale mit Werksteingewänden. Bankgebäude, mächtige Portale mit Werksteingewänden, große Rechteckfenster, Walmdach mit Zwerchhäusern. | 09255356 |
|                                         | Mietshaus in geschlossener Bebauung | Schweizergartenstraße 3 (Karte)                     | 1880/1890                                                        | baugeschichtlich und städtebaulich von Bedeutung, prächtige spätgründerzeitliche Putz-Klinkerfassade, im Stil der Neorenaissance, Seitenrisalit. Mietshaus, Putzrustikasockel, Kellerfenster mit Schlusssteinmotiv, Erdgeschoss verputzt mit Nutungen, Geschossgesims mit Triglyphenkonsolen, Obergeschosse in Klinkern, aufwendige Rahmungen und Bedachungen, Risalit lisenengefasst, Konsolfries unter weit vorkragendem Hauptgesims, Satteldach. | 09255359 |
|                                         | Mietshaus in geschlossener Bebauung | Schweizergartenstraße 4 (Karte)                     | um 1890                                                          | baugeschichtlich und städtebaulich von Bedeutung, gründerzeitliche Klinkerfassade. Mietshaus, Werksteinsockel, die Obergeschopsse Klinker mit Putzstreifen, Pilaster und Segmentbögen, Konsolfries, Satteldach mit Zwerchhaus. | 09255357 |
|                                         | Mietshaus in geschlossener Bebauung | Schweizergartenstraße 5 (Karte)                     | 1880/1890                                                        | baugeschichtlich und städtebaulich von Bedeutung, gründerzeitliche Putz-Klinkerfassade, Mittelrisalit, antikisierende Formen. Mietshaus, Bruchstein/Klinkersockel, Erdgeschoss verputzt mit Nutungen und gequaderten Fensterstürzen mit Schlusssteinmotiv, Obergeschosse Klinker, Mittelrisalitfenster portikusähnlich gerahmt, Konsolfries mit vegetabilem Ornament. | 09255360 |
|                                         | Mietshaus in geschlossener Bebauung | Schweizergartenstraße 7 (Karte)                     | 1880/1890                                                        | baugeschichtlich und städtebaulich von Bedeutung, gründerzeitliche Putz-Klinkerfassade, Seitenrisalit, antikisierende Formen. Mietshaus, Seitenrisalit, Erdgeschoss Putz, gequadert, Obergeschosse Klinker, Fenster aufwendig antikisierend gefasst, Konsolen, Pilaster, Giebel, Mansarddach mit Zwerchhäusern. | 09255361 |
|                                         | Mietshaus in Ecklage | Schweizergartenstraße 9 (Karte)                     | 1870/1880                                                        | baugeschichtlich und städtebaulich von Bedeutung, gründerzeitliche Putz-Klinkerfassade, Seitenrisalit, antikisierende Formen. Mietshaus, Erdgeschoss verändert, die Obergeschosse Klinker, Fenster mit profilierten Rahmungen, Sohlbänken und Bedachungen, Mansarddach mit prächtigem Zwerchhaus und mehreren schlichten anderen. | 09255363 |
| Direkt Bild zu diesem Denkmal hochladen | Mietshaus in geschlossener Bebauung | Schweizergartenstraße 10 (Karte)                    | 1870/1880                                                        | baugeschichtlich und städtebaulich von Bedeutung, frühgründerzeitlich-klassizistische Putzfassade. Mietshaus, Bruchsteinsockel, voll verputzt, aufwendige Fensterrahmungen und Fensterbedachungen mit Gesimsstreifen und Giebeln, zum Teil mit aufgesetzten Palmetten, Satteldach. | 09255362 |
| Direkt Bild zu diesem Denkmal hochladen | Mauerzug (vermutlich zur alten Stadtmauer gehörend) | Stadtgraben (Karte)                                 | vermutlich 17. Jh.                                               | ortsgeschichtlich von Bedeutung. Entstellend verputzter Mauerzug, wahrscheinlich Rest der alten Stadtbefestigung. | 09255100 |
| Direkt Bild zu diesem Denkmal hochladen | Wohnhaus in Ecklage zur Albert-Kuntz-Straße, mit Anbau | Stadtgraben 2 (Karte)                               | um 1860                                                          | baugeschichtlich und städtebaulich von Bedeutung, Gründerzeitgebäude mit unterschiedlicher Fassadengliederung der Geschosse, u. a. profilierte Bedachung auf Konsolen, profilierte Fensterrahmung mit Schlussstein. Erdgeschoss mit profiliertem Gesims, erstes Obergeschoss gerade Fensterrahmung, profilierte Bedachung auf Konsolen, zweites Obergeschoss profilierte Fensterrahmung zum Teil mit Schlusssteinornament, Sohlbänke durchgehend auf Konsolen. Anbau mit einer Fensterachse, Putznutung, Steinornament. | 09255097 |
| Direkt Bild zu diesem Denkmal hochladen | Wohnhaus in halboffener Bebauung | Stadtgraben 3 (Karte)                               | um 1850                                                          | baugeschichtlich und sozialgeschichtlich von Bedeutung, Fachwerkkern. Verputzter Fachwerkbau, profiliertes Hauptgesims. Jüngerer Anbau, wahrscheinlich 19. Jh., kein Denkmal. | 09255098 |
| Direkt Bild zu diesem Denkmal hochladen | Wohnhaus (Anschrift: Jacobsgasse 13) in halboffener Bebauung, mit Seitenflügel im Hof (Anschrift: Stadtgraben 6) | Stadtgraben 6 (Karte)                               | 1. Hälfte 17. Jh.                                                | baugeschichtlich, hausgeschichtlich, städtebaulich und kunstgeschichtlich von Bedeutung, Renaissancebau mit repräsentativem Volutengiebel, giebelständiges Gebäude. Bürgerhaus in Giebelstellung, Kanten durch Putzquader eingefasst, profilierte Fensterlaibungen, aufwendiger Giebel mit Voluten, im Erdgeschoss durch Ladeneinbau entstellend verändert. Satteldach. Hintergebäude mit der Anschrift: Stadtgraben 6 | 09255039 |
|                                         | Wohnhaus in offener Bebauung, mit Flügelanbau zur Stephanstraße | Stephanstraße 1 (Karte)                             | 1890–1891, später überformt                                      | städtebaulich und baugeschichtlich von Bedeutung, ein überformtes Gründerzeitgebäude mit vereinfachter Putzfassade, Kranzornament und Konsolen auf Löwenkrallen, erbaut für den Klempnerei- und Eisenwarengeschäfts-Inhaber Herm. August Schmidt. Wohnhaus, Fassade in Zwerchhausgiebel endend, kräftig vorkragendes Hauptgesims. Satteldach. Flügelbau zur Stephanstraße, Bruchsteinsockel, Portal barockisierend, Rechteckfenster gestufte Rahmung. Satteldach. An der Giebelseite Inschrift: SUPREMA LEX SALUS AEGROTI und integriertes Äskulapmotiv. | 09255744 |
| Direkt Bild zu diesem Denkmal hochladen | Kaserne mit Resten der Einfriedung, mit Kasernengebäuden an Juelstraße, Eilenburger Straße, Stollwerckstraße und Warsteiner Straße (Fuhrparkgelände an der Stollwerckstraße mit Geräte- und Lagerhallen 1997 und 2004 abgebrochen)                             | Stollwerckstraße 1; 2; 3; 4; 5; 6; 7; 9; 11 (Karte) | bezeichnet 1901 (Kaserne, Stollwerckstraße 7-11)                 | ausgedehnter Komplex, anfangs Prinz-Georg-Kaserne genannt, baugeschichtlich und ortsgeschichtlich von Bedeutung, Gründerzeitbauten, überwiegend Klinkerarchitektur, Kasernengebäude Juelstraße 24 zwischen den Weltkriegen als Freimaurerloge genutzt. | 09255269 |
|                                         | Mietshaus in Ecklage | Straße des Friedens 1 (Karte)                       | um 1925                                                          | städtebaulich von Bedeutung, Putzbau im Stil der Neuen Sachlichkeit der 1920er Jahre, im Kern älter, im Erdgeschoss ursprünglich Gaststätte Drei Geschosse, Putzbau, runder Eckteil viergeschossig, Eingang mit Klinkerrahmung, im Erdgeschoss ursprünglich Gaststätte, Teil an der Straße des Friedens wohl älter | 09259801 |
|                                         | Mietshaus in geschlossener Bebauung | Straße des Friedens 7 (Karte)                       | 1905/1910                                                        | mit Laden, baugeschichtlich und städtebaulich von Bedeutung, im Reformstil der Zeit um 1910, Rustikasockel, darüber Putzfassade, Schweifgiebel Mietshaus mit Laden, Sockel in Rustika, darüber voll verputzt, mit Putzstreifen und Spiegeln, Mansarddach mit zwerchhausgiebelähnlichem Mittelteil, flankiert von Schleppgaupen. | 09255188 |
|                                         | Mietshaus in geschlossener Bebauung | Straße des Friedens 9 (Karte)                       | 1905/1910                                                        | ehemals mit Laden, Putzfassade mit gequaderten Lisenen, mächtiger Zwerchhausgiebel, im Reformstil der Zeit um 1910, baugeschichtlich und städtebaulich von Bedeutung. Mietshaus, voll verputzt, mit Putznutungen, der Mittelteil ab dem ersten Obergeschoss eingefasst von gequaderten Lisenen, die Fassade insgesamt ebenso eingefasst, im Ornament zurückhaltend mit Festons, angedeuteten Konsolen und Schlusssteinmotiv, diamantiert, Mansarddach mit zwei Schleppgaupen. | 09255189 |
| Weitere Bilder                          | Mietshaus in geschlossener Bebauung | Straße des Friedens 9a (Karte)                      | 1905/1910                                                        | mit Laden, baugeschichtlich und städtebaulich von Bedeutung, im Reformstil der Zeit um 1910, Putzfassade mit gequaderten Pilastern, Zwerchhausgiebel. Mietshaus mit Laden, voll verputzt mit zurückhaltender Ornamentik, Putznutungen, gequaderte Pilaster, über dem Rundbogenportal eine Maske, mächtiger Zwerchhausgiebel, Mansarddach mit zwei Schleppgaupen. | 09255190 |
| Weitere Bilder                          | Mietshaus in halboffener Bebauung, mit Anbau | Straße des Friedens 9b (Karte)                      | 1905/1910                                                        | mit Laden, baugeschichtlich und städtebaulich von Bedeutung, im Reformstil der Zeit um 1910, Putzfassade, Erker mit dekorativem Fachwerk, Zwerchhausgiebel, figürliche Reliefs. Aufwendige Mietshausarchitektur, mit Laden, zum Teil Klinkersockel, sonst verputzt, Putznutungen, Rundbogenportal mit Maske und Ornament, Rundbogen- und Rechteckfenster, Erker mit Haube, ab 1. Obergeschoss zum Teil flach vorspringend, mit Zwerchhausgiebel, dekorativem Fachwerk und figürlichen Reliefs, Mansarddach mit Schleppgaupe. | 09255191 |
|                                         | Schule mit Turnhalle | Straße des Friedens 12 (Karte)                      | 1883                                                             | baugeschichtlich, ortsgeschichtlich und städtebaulich von Bedeutung, gründerzeitliches Schulgebäude, Putzfassade mit Porphyrelementen, Mittelrisalit, die Turnhalle mit Fachwerk-Vorhalle und lisenengegliederter Klinkerfassade. | 09255193 |
|                                         | Mietshaus in Ecklage konzipiert, mit seitlicher Einfriedung | Straße des Friedens 13 (Karte)                      | 1883                                                             | baugeschichtlich und städtebaulich von Bedeutung, prachtvolle gründerzeitliche Klinkerfassade mit antikisierenden Schmuckformen Wohnhaus mit Einfriedung, Sockel in Bruchstein, die Fassade in Klinker ausgeführt, an der Ecke einen zweigeschossigen Vorbau, die Fenstereinfassungen portikusähnlich, Festons, Kränze, Eierstabfries, das Hauptgesims weit vorkragend, Drempelgeschoss, Wohnhaus des Wurzener Architekten und Baumeisters Hermann Blankenburg. | 09255192 |
| Direkt Bild zu diesem Denkmal hochladen | Doppelmietshaus in offener Bebauung, mit Einfriedung | Straße des Friedens 15a; 15b (Karte)                | 1906–1907                                                        | baugeschichtlich und städtebaulich von Bedeutung, im Reformstil der Zeit um 1905, Nummer 15a Zwerchhaus mit Jugendstilornamentik, Nummer 15b Zwerchhaus und turmähnlicher Vorbau. Doppelmietshaus, 15a verputzt, mit Mansarddach und Zwerchhaus mit Jugendstilornamentik, 15b mit turmähnlichem Vorbau, Tür putzgerahmt mit Löwenköpfen, der Turmabschluss auf Kopfkonsolen, Mansarddach mit Zwerchhaus. runder Vorbau, Mansarddach mit Zwerchhaus mit Jugendstilornamentik. | 09255194 |
| Direkt Bild zu diesem Denkmal hochladen | Villa | Straße des Friedens 17 (Karte)                      | 1886                                                             | repräsentative gründerzeitliche Putz-Klinker-Fassade mit antikisierenden Schmuckformen, erbaut für den Gymnasiallehrer Prof. Wilhelm Heinrich Roscher, baugeschichtlich und städtebaulich von Bedeutung. Mietvilla, Bruchsteinsockel, Erdgeschoss verputzt, Putzquaderung, Segmentbogenfenster, Diamantquader, Obergeschoss Klinker, Rechteckfenster mit Giebelbedachungen auf Konsolen, Festons, Putzspiegel, Zahnfries. | 09255195 |
| Direkt Bild zu diesem Denkmal hochladen | Mietvilla mit Einfriedung und Remise | Straße des Friedens 17a (Karte)                     | nach 1870                                                        | baugeschichtlich und städtebaulich von Bedeutung, gründerzeitliche Putz-Klinkerfassade, mit Mittelrisalit, Veranda und Balkon sowie Dreiecksgiebel, antikisierende Schmuckformen. Mietvilla mit Einfriedung und Remise, Mietvilla mit Bruchsteinsockel, Erdgeschoss verputzt mit Putzquaderung, Obergeschoss Klinker, Mittelrisalit mit antikisierendem Giebelabschluss, Rechteckfenster mit Gesimsstreifenbedachungen, die Tür original, separater Eingang an der Rückseite, Veranda, Walmdach. | 09255196 |
| Direkt Bild zu diesem Denkmal hochladen | Villa | Straße des Friedens 19 (Karte)                      | 1886                                                             | zweifarbige gründerzeitliche Klinkerfassade, mit Mittelrisalit, Veranda und Balkon sowie geschweiftem Zwerchhausgiebel, erbaut für den Gymnasiallehrer Gustav Hermann Riess, baugeschichtlich und städtebaulich von Bedeutung. Mietvilla mit Klinkerfassade, Mittelrisalit mit Veranda und Balkon, Zwerchhausgiebel, geschwungen, Rechteck- und Segmentbogenfenster, im Giebel Rundbogenfenster, Abschlussgesims auf Konsolen, Mansarddach. | 09255197 |
| Direkt Bild zu diesem Denkmal hochladen | Villa mit Einfriedung | Straße des Friedens 21 (Karte)                      | 1925–1926                                                        | baugeschichtlich und städtebaulich von Bedeutung, im Reformstil der Zeit um 1920, neoklassizistische Anklänge, aufwendiger antikisierender Eingang, erbaut für den Kaufmann Ernst Zimmermann. Villa, Putzfassade, der Eingang mit dorischen Säulen, flankiert von Pilastern und Lisenen, im Dachgeschoss über dem Eingang Balkon, Mansarddach. | 09255199 |
| Direkt Bild zu diesem Denkmal hochladen | Wohnhaus in offener Bebauung in Ecklage, mit Nebengebäude und Mauerzug entlang der Alten Nischwitzer Straße | Straße des Friedens 34 (Karte)                      | Anfang 18. Jh.                                                   | baugeschichtlich und sozialgeschichtlich von Bedeutung, bäuerlich-ländliche Vorstadtbebauung, das Wohnhaus Putzfassade mit Natursteingewände. Wohnhaus, zum Teil Natursteingewände aus Sandstein, mit Stadtstruktur bestimmender Lage, Traufseite Alte Nischwitzer Straße, Giebelseite Straße des Friedens. Krüppelwalmdach. Mauerzug, Bruchsteinmauerwerk, etwa 2 Meter hoch, das Straßenbild im Eingangsbereich der Alten Nischwitzer Straße bestimmend. | 09255034 |
|                                         | Wurzener Teppichfabrik Schütz; ehem. Teppichfabrik Juel; mit zwei Produktionsgebäuden, Verwaltungsgebäude sowie weiterem Gebäude, Brücke über den Mühlgraben und Garten der Fabrikantenvilla mit Einfriedung (Gartendenkmal), im Garten Sitznischenportal      | Straße des Friedens 36a (Karte)                     | 1912                                                             | Produktionsgebäude (Anschrift: Alte Nischwitzer Straße 5) ein Putzbau in Stahlskelettbauweise bzw. Stahlbetonbau um 1925, Produktionsgebäude (Anschrift: Straße des Friedens 36a) eingeschossiger langgestreckter Baukörper mit Zyklopenmauerwerk, älteres Gebäude daneben, Wohnhaus/Verwaltungsgebäude (Anschrift: Alte Nischwitzer Straße 7) im Reformstil der Zeit um 1910 nach Entwurf des Leipziger Architekten Max Fricke (1874–1934), Villengarten mit Einfriedung, Grotte und kleeblattförmigen Wasserbecken, Terrassierungen sowie raum- und strukturbildender Bepflanzung, interessante Industriearchitektur von ortsbildprägendem und ortsgeschichtlichem Charakter, zum Teil unter Einbezug von älteren Gebäuden. | 09255068 |
| Direkt Bild zu diesem Denkmal hochladen | Mietshaus in geschlossener Bebauung | Theodor-Körner-Straße 13 (Karte)                    | 1894, im Kern älter                                              | baugeschichtlich und städtebaulich von Bedeutung, gründerzeitliche Putzfassade, bemerkenswert: im Obergeschoss Klinker nur aufgemalt, antikisierende Schmuckformen, schöne Toranlage. Mietshaus, Klinkersockel, voll verputzt, im Erdgeschoss mit Putzstreifen, im Obergeschoss mit gemaltem Klinkermauerwerk, Fensterverdachungen gerade auf Blattkonsolen, bekrönt von Akanthusmotiv, Satteldach mit Zwerchhaus. | 09255613 |
| Direkt Bild zu diesem Denkmal hochladen | Mietshaus in geschlossener Bebauung | Theodor-Körner-Straße 23 (Karte)                    | lt. Bauakte 1887                                                 | baugeschichtlich und städtebaulich von Bedeutung, gründerzeitliche Klinker-Putzfassade, Zwerchhausgiebel. Mietshaus, Bruchsteinsockel, Erdgeschoss verputzt mit Putzstreifen, Obergeschoss Klinker, Fensterrahmungen in Putz, an den Ecken durchgehende Putzquaderlisenen, Abschlussgesims mit Triglyphen, Zwerchhausgiebel, Satteldach. | 09255615 |
| Direkt Bild zu diesem Denkmal hochladen | Doppelmietshaus in geschlossener Bebauung | Theodor-Körner-Straße 25; 27 (Karte)                | lt. Bauakte 1885                                                 | baugeschichtlich und städtebaulich von Bedeutung, gründerzeitliche Klinker-Putzfassade, breiter Zwerchhausgiebel. Doppelmietshaus, Erdgeschoss verputzt mit Putzquadern und mit Rundbogenfenstern mit diamantierten Schlusssteinen, Obergeschoss Klinker mit Rechteckfenstern mit geraden Verdachungen und Putzspiegeln, der Zwerchhausgiebel durch Putzstreifen in zwei Felder geteilt, Satteldach. | 09255616 |
| Direkt Bild zu diesem Denkmal hochladen | Mietshaus in geschlossener Bebauung | Theodor-Körner-Straße 29 (Karte)                    | lt. Bauakte 1908                                                 | baugeschichtlich und städtebaulich von Bedeutung, spätgründerzeitliche Klinker-Putz-Fassade mit Werksteinelementen und dekorativem Fachwerk. Mietshaus, Betonformsteinsockel, Erdgeschoss Putz mit Werkstein- und Rustikamotiv, Obergeschosse Klinker mit putzgerahmten Rechteckfenstern, Mansarddach mit Schleppgaupen, im rechten Teil mit dekorativem Fachwerk. | 09255617 |
| Direkt Bild zu diesem Denkmal hochladen | Wohnhaus in geschlossener Bebauung | Theodor-Körner-Straße 40 (Karte)                    | um 1880                                                          | gründerzeitliche Putzfassade, baugeschichtlich und städtebaulich von Bedeutung. Mietshaus, Bruchsteinsockel, Fassade voll verputzt, im Erdgeschoss Putznutungen, Erdgeschossfenster mit einfach gestuften Putzrahmungen, Obergeschossfensterrahmungen gestuft, Obergeschossfenster mit geraden Verdachungen, Satteldach. | 09255619 |
| Direkt Bild zu diesem Denkmal hochladen | Villa mit Einfriedung | Theodor-Körner-Straße 44 (Karte)                    | um 1910                                                          | baugeschichtlich von Bedeutung, Landhaus im Reformstil der Zeit um 1910, Putzfassade mit Holzwindfang, zur Straße originelle Einfriedung. Villa, Bruchsteinsockel, Putzfassade, Windfang Holz, darauf aufsitzend Balkon, schlichte Putzornamentik, Mansarddach mit Schopf, weiter Dachvorstand, Giebel mit Ochsenauge. Einfriedung Bruchstein mit originalem Gitter. | 09255620 |
|                                         | Bruchsteintonne über einer Quelle | Torgauer Straße (Karte)                             | um 1450                                                          | historische Trinkwasserquelle der Stadt, versorgungsgeschichtlichvon Bedeutung. Außerhalb der Stadt sich befindendes und in der Stadtgeschichte eine bedeutende Rolle spielendes Quellgebiet. | 09255802 |
|                                         | Wohnhaus einer Wohnanlage (siehe auch Goethestraße 44–54 und Schillerstraße 21–27) | Torgauer Straße 2 (Karte)                           | um 1925/1930                                                     | baugeschichtlich und städtebaulich von Bedeutung, im traditionellen Heimatstil. Mietshaus, Klinkersockel, Fassade verputzt, Rechteckfenster, umlaufende Geschossgesimse Mansarddach mit Dachgaupen. | 09255611 |
|                                         | Verwaltungsgebäude einer Krankenversicherung mit rückwärtigem Anbau, Fassade vorn mit Aufschrift Allg. Ortskrankenkasse in Frakturschrift | Torgauer Straße 4 (Karte)                           | 1928                                                             | baugeschichtlich und ortsgeschichtlich von Bedeutung, repräsentative neobarocke Putzfassade. Villa, Putzfassade, Treppenhausrisalit, mittlere Fensterachse pilastergerahmt, Tür mit Sprenggiebel, im 2. Obergeschoss Balkon mit schmiedeeisernem Gitter, Rechteckfenster und Segmentbogenfenster, Mansarddach mit Dachgaupen. Architekt: Hermann Paul Mannewitz (1888–1958) aus Wurzen | 09255612 |
| Direkt Bild zu diesem Denkmal hochladen | Mietshaus in geschlossener Bebauung konzipiert | Torgauer Straße 9 (Karte)                           | nach 1870                                                        | mit Laden, baugeschichtlich und städtebaulich von Bedeutung, gründerzeitliche Klinker-Putzfassade, Zwerchhausgiebel. Mietshaus, Klinkersockel, Erdgeschoss Putz, verändert, Obergeschosse Klinker, Mittelachse betont durch Doppelfenster mit Dreiecksgiebel, bzw. Segmentbogengiebel, Zwerchhausgiebel mit Kartuschenkonsolen, Satteldach mit Schleppgaupen. | 09255532 |
| Direkt Bild zu diesem Denkmal hochladen | Wohnhaus (zwei Eingänge) mit Einfriedung, in Ecklage konzipiert | Torgauer Straße 16; 18 (Karte)                      | um 1930                                                          | baugeschichtlich und städtebaulich von Bedeutung, Art-déco-Anklänge, Putzfassade mit Klinkerelementen. Doppelmietshaus, in Ecklage mit Einfriedung, Putz/Klinkerfassade, unregelmäßiger Baukörper, Ecke gerundet, durch getreppten Giebel betont, Satteldach. | 09255537 |
| Direkt Bild zu diesem Denkmal hochladen | Wohnhaus (zwei Eingänge) mit Einfriedung | Torgauer Straße 20; 22 (Karte)                      | um 1930                                                          | baugeschichtlich von Bedeutung, Anklänge an die Neue Sachlichkeit, Putzfassade, Treppenhaus-Risalit in Klinker. Doppelmietshaus mit Einfriedung, bis auf den Klinkerrisalit verputzt, dessen oberstes Geschoss verputzt, über Traufgesims ragend, Walmdach. | 09255536 |
| Direkt Bild zu diesem Denkmal hochladen | Mietvilla mit Einfriedung | Torgauer Straße 25 (Karte)                          | um 1890                                                          | baugeschichtlich und städtebaulich von Bedeutung, gründerzeitliche Klinkerfassade, Seitenrisalit mit Zwerchhausgiebel Villa mit Einfriedung, Seitenrisalit mit Zwerchhausgiebel, Bruchsteinsockel, Klinkerfassade mit Putzstreifen, Mansarddach mit Zwerchhäusern. | 09255535 |
| Direkt Bild zu diesem Denkmal hochladen | Mietvilla (Doppelanlage) mit Einfriedung | Torgauer Straße 27; 29 (Karte)                      | 1896                                                             | baugeschichtlich und städtebaulich von Bedeutung, gründerzeitliche Klinkerfassade, Seitenrisalite mit Zwerchhausgiebel. Mietvilla in Doppelanlage, mit Einfriedung, Seitenrisalit mit Zwerchhausgiebel, Klinkerfassade über Bruchsteinsockel, die Kanten quadergefasst, im Risalit dreiteilige Fenster, mit Gebälk und Dreiecksgiebel bedacht, Mansarddach mit Zwerchhäusern. | 09255533 |
| Weitere Bilder                          | Reihenhaus (mit sechs Eingängen) | Torgauer Straße 34; 36; 38; 40; 42; 44 (Karte)      | 1927                                                             | baugeschichtlich und städtebaulich von Bedeutung, im Heimatstil, Putzfassade, an den Eingängen Waldtiere als Hauszeichen. Ein Geschoss, Dachaufbauten, Eingänge und Fenster mit Putzrahmungen, an den Mittelpforten der Eingänge Waldtiere als Hauszeichen, Fensterläden | 09259802 |
| Weitere Bilder                          | Villa | Torgauer Straße 37 (Karte)                          | 1892                                                             | Putzbau in historistischen Formen, Putz- und Kunststeingliederungen, Mittelrisalit mit Zwerchhausgiebel, erbaut für den Gymnasiallehrer Prof. Bernhard Schmidt (1852–1923), baugeschichtlich und ortsentwicklungsgeschichtlich von Bedeutung. Villa, Bruchstein/Quadersockel, Putzfassade, Mittelrisalit mit Zwerchhausgiebel, Kanten putzquadergefasst, Lisenengliederung, Rechteckfenster mit diamantierten Schlusssteinen und Segmentbogenfenster, hölzerner Windfang mit Treppenanlage, Krüppelwalmdach mit weitem Dachvorstand und Zwerchhäusern. | 09255538 |
|                                         | Villa | Torgauer Straße 41 (Karte)                          | um 1890                                                          | Gründerzeitgebäude mit Zierfachwerk, baugeschichtlich und ortsentwicklungsgeschichtlich von Bedeutung, Unregelmäßiger Baukörper im Heimatstil. Mansard- und Krüppelwalmdach. | 09255539 |
| Weitere Bilder                          | Mietvilla mit Einfriedung | Torgauer Straße 43 (Karte)                          | um 1890                                                          | baugeschichtlich und städtebaulich von Bedeutung, Gründerzeitgebäude, Klinkerfassade, Seitenrisalit mit Zwerchhausgiebel, neorenaissancistisches Dekor der Fensterrahmung. Villa mit Putzstreifen und Diamantquaderung, enstellendem Anbau, Zwerchhausgiebel. Mansarddach mit Zwerchhäusern. Anbau. | 09255540 |
|                                         | Mietvilla | Torgauer Straße 45 (Karte)                          | um 1890                                                          | baugeschichtlich und städtebaulich von Bedeutung, repräsentativer gründerzeitlicher Putzbau mit Korbbogen-, Rundbogen- und Rechteckfenstern, Mittelrisalit mit Zwerchhausgiebel. Villa mit reichem Dekor, Kanten mit Putzquaderung, Mansarddach mit Dachhäuschen. | 09255541 |
|                                         | Wohnhaus | Torgauer Straße 100 (Karte)                         | um 1890                                                          | baugeschichtlich und ortsgeschichtlich von Bedeutung, Gründerzeitgebäude, Putzfassade mit Klinkergliederung, Anklänge an den Schweizerstil Kanten Klinker gefasst, im ersten Obergeschoss Wintergarten mit dekorativem Fachwerk, Risalit an der Rückseite mit Treppenanlage, Überfangbogen zum Teil mit diamantiertem Schlussstein, Dachvorstand verbrettert. (vermutlich ehem. Eisenbahnerwohnung). | 09255542 |
| Weitere Bilder                          | Mietshaus in Ecklage | Walther-Rathenau-Straße 2 (Karte)                   | um 1880                                                          | baugeschichtlich und städtebaulich von Bedeutung, Gründerzeitgebäude, Putzquaderung, Diamantfries unter Hauptgesims. Repräsentative Eingangsgestaltung mit Treppe, Putzspiegel und profilierte Bedachung, zum Teil diamantiert. Satteldach übereck abgewalmt. | 09255492 |
| Weitere Bilder                          | Mietshaus in geschlossener Bebauung konzipiert | Walther-Rathenau-Straße 3 (Karte)                   | um 1880                                                          | baugeschichtlich und städtebaulich von Bedeutung, Gründerzeitgebäude, Putznutung im Erdgeschoss, Fensterbedachung und Rahmung, Gesimse, Sohlbänke in profiliertem Putz. Satteldach. | 09255493 |
| Weitere Bilder                          | Mietshaus in geschlossener Bebauung | Walther-Rathenau-Straße 4 (Karte)                   | um 1880                                                          | baugeschichtlich und städtebaulich von Bedeutung, frühgründerzeitliche Putzfassade, Putznutung im Erdgeschoss, reiche Verdachungen mit vegetabiler Ornamentik, Konsolen, profilierte Gesimsstreifen, ornamentierte Spiegel. Satteldach. | 09255494 |
| Weitere Bilder                          | Mietshaus in geschlossener Bebauung | Walther-Rathenau-Straße 5 (Karte)                   | um 1880                                                          | baugeschichtlich und städtebaulich von Bedeutung, Gründerzeitgebäude, Erdgeschoss mit Rundbogenportal und Rundbogenfenstern mit diamantiertem Schlussstein, Putzprofilierung. Satteldach. | 09255495 |
| Weitere Bilder                          | Mietshaus in geschlossener Bebauung | Walther-Rathenau-Straße 6 (Karte)                   | um 1880                                                          | baugeschichtlich und städtebaulich von Bedeutung, frühgründerzeitliche Putzfassade, Putznutung und Putzquaderung. Profilierte Gesimsstreifen, Konsolen, Mittelfenster hervorgehoben durch Ornament auf Bedachung. | 09255496 |
| Weitere Bilder                          | Mietshaus in geschlossener Bebauung | Walther-Rathenau-Straße 7 (Karte)                   | um 1880                                                          | baugeschichtlich und städtebaulich von Bedeutung, Gründerzeitgebäude, Erdgeschoss mit Rundbogenportal und Rundbogenfenstern. Putznutungen, Putzprofile, Konsolen, Gesimsstreifen, Rundbogenportal mit Schlussstein. Satteldach. | 09255497 |
| Weitere Bilder                          | Mietshaus in geschlossener Bebauung (ein Gebäude mit Kantstraße 24) | Walther-Rathenau-Straße 8 (Karte)                   | 1870/1880                                                        | baugeschichtlich und städtebaulich von Bedeutung, gründerzeitliche Putzfassade, reiche Verdachungen mit vegetabiler Ornamentik, Mietshaus, Bruchsteinsockel, Fassade verputzt, mit Putznutungen und Quaderung, getreppten Fenstergewänden und reichen Fensterbedachungen mit vegetabiler Ornamentik, Satteldach. | 09255512 |
| Weitere Bilder                          | Mietshaus in Ecklage | Walther-Rathenau-Straße 9 (Karte)                   | um 1880                                                          | mit Laden, baugeschichtlich und städtebaulich von Bedeutung, gründerzeitliche Putzfassade, florale Ornamentik. Profilierte Fensterrahmung. Satteldach übereck abgewalmt. | 09255498 |
| Weitere Bilder                          | Mietshaus in Ecklage | Walther-Rathenau-Straße 10 (Karte)                  | 1870/1880                                                        | ehemals mit Laden, baugeschichtlich und städtebaulich von Bedeutung, gründerzeitliche Putzfassade, Mietshaus, Fassade voll verputzt, mit Putznutungen, profilierten Fensterrahmungen, Sohlbänken und Gesimsstreifenverdachungen, Satteldach, übereck abgewalmt, der Laden teilweise zugemauert. Mit Hofgebäude – dieses kein Denkmal. | 09255511 |
| Weitere Bilder                          | Mietshaus in ehemals geschlossener Bebauung | Walther-Rathenau-Straße 16 (Karte)                  | um 1880                                                          | baugeschichtlich und städtebaulich von Bedeutung, frühgründerzeitliche Putzfassade, Mietshaus, Bruchsteinsockel, voll verputzte Fassade, im Erdgeschoss Putznutungen und Sturzquaderung, profilierte Fensterrahmungen, verschiedene Fensterverdachungen, Satteldach. | 09255509 |
| Weitere Bilder                          | Mietshaus in Ecklage | Walther-Rathenau-Straße 19 (Karte)                  | um 1880                                                          | mit Laden, gründerzeitliche Putzfassade, Erdgeschoss Putznutung, städtebaulich von Bedeutung. Profilierte Sohlbänke, einfache Gewände. Satteldach übereck abgewalmt. | 09255500 |
| Weitere Bilder                          | Mietshaus in Ecklage | Walther-Rathenau-Straße 21 (Karte)                  | um 1880                                                          | mit Laden, gründerzeitliche Putzfassade, städtebaulich von Bedeutung Gesimsstreifen- und Giebelbedachung, originale Tür. | 09255501 |
| Weitere Bilder                          | Mietshaus in geschlossener Bebauung | Walther-Rathenau-Straße 23 (Karte)                  | um 1880                                                          | baugeschichtlich und städtebaulich von Bedeutung, gründerzeitliche Putzfassade, Putzquaderung und Putznutung. Putzspiegel, Giebelbedachung, profilierte Gesimse und Gewände, Putzornament. Satteldach. | 09255502 |
| Weitere Bilder                          | Mietshaus in Ecklage | Walther-Rathenau-Straße 28 (Karte)                  | 1880/1890                                                        | mit Laden, baugeschichtlich und städtebaulich von Bedeutung, gründerzeitliche Putzfassade, mit Maskenschlusssteinen. Mietshaus in Ecklage zu August-Bebel-Straße, Bruchsteinsockel, Fassade voll verputzt mit Putznutungen, Sturzquaderun und Schlusssteinen mit Masken, profilierte Fensterrahmungen und Gesimsstreifenverdachungen, Satteldach, übereck abgewalmt. | 09255518 |
| Weitere Bilder                          | Mietshaus in halboffener Bebauung | Walther-Rathenau-Straße 32 (Karte)                  | 1880/1890                                                        | baugeschichtlich und städtebaulich von Bedeutung, gründerzeitliche Putzfassade, Dreiecksgiebelverdachungen. Mietshaus, Klinkersockel, Fassade voll verputzt, profilierte Fensterrahmungen, Konsolen, im 1. Obergeschoss betonte Dreiecksgiebelbedachungen, Satteldach. | 09255517 |
| Direkt Bild zu diesem Denkmal hochladen | Mietshaus in geschlossener Bebauung | Walther-Rathenau-Straße 33 (Karte)                  | um 1880                                                          | baugeschichtlich und städtebaulich von Bedeutung, gründerzeitliche Putzfassade, mittlere Achse durch Portal und Giebel über Fenster hervorgehoben. Putznutung, Portal mit originaler Tür. Satteldach. | 09255505 |
| Weitere Bilder                          | Mietshaus in geschlossener Bebauung | Walther-Rathenau-Straße 34 (Karte)                  | 1880/1890                                                        | baugeschichtlich und städtebaulich von Bedeutung, prächtige gründerzeitliche Putzfassade, zwei Seitenrisalite, antikisierender Schmuck. Mietshaus, zwei Seitenrisalite, Klinkersockel, Putzfassade mit Putzquaderung im Erdgeschoss, zum Teil diamantiert, plastische Putzspiegel, Pilaster, Gesimsstreifenbedachungen auf Konsolen, am Hauptgesims Konsol- und Eierstabfries, Mansarddach. | 09255516 |
| Weitere Bilder                          | Mietshaus in geschlossener Bebauung | Walther-Rathenau-Straße 36 (Karte)                  | 1870/1880                                                        | baugeschichtlich und städtebaulich von Bedeutung, gründerzeitliche Putzfassade. Mietshaus, Bruchsteinsockel, Fassade verputzt, im Erdgeschoss mit Putznutungen und Putzquaderung, profilierte Gesimse, Rahmungen, Konsolen zum Teil mit Triglyphenmotiv, Satteldach. Die Fenster zum Teil verändert. | 09255515 |
| Weitere Bilder                          | Mietshaus in geschlossener Bebauung | Walther-Rathenau-Straße 38 (Karte)                  | 1880/1890                                                        | baugeschichtlich und städtebaulich von Bedeutung, gründerzeitliche Putzfassade. Mietshaus, Klinkersockel, Fassade voll verputzt mit Putznutungen, profilierten Gesimsen, Sohlbänken und Giebelbedachungen auf Konsolen, Satteldach. | 09255514 |
| Weitere Bilder                          | Mietshaus in geschlossener Bebauung | Walther-Rathenau-Straße 39 (Karte)                  | um 1880                                                          | baugeschichtlich und städtebaulich von Bedeutung, gründerzeitlicher Putz-Klinkerbau. Profilierte Konsolen, Gesimsbedachungen, einfache Gewände, originale Tür. | 09255506 |
| Weitere Bilder                          | Mietshaus in geschlossener Bebauung | Walther-Rathenau-Straße 40 (Karte)                  | 1870/1880                                                        | baugeschichtlich und städtebaulich von Bedeutung, gründerzeitlicher Putz-Klinkerbau, reiche vegetabile Ornamentik. Mietshaus, Klinkersockel, Erdgeschoss verputzt, Obergeschosse Klinker, reiche vegetabile Ornamentik in Spiegeln und Giebelverdachungen, Mansarddach mit Dachhäuschen. | 09255513 |
| Direkt Bild zu diesem Denkmal hochladen | Kaserne mit Resten der Einfriedung, mit Kasernengebäuden an Juelstraße, Eilenburger Straße, Stollwerckstraße und Warsteiner Straße (Fuhrparkgelände an der Stollwerckstraße mit Geräte- und Lagerhallen 1997 und 2004 abgebrochen)                             | Warsteiner Straße 3; 5 (Karte)                      | bezeichnet 1901 (Kaserne, Stollwerckstraße 7–11)                 | ausgedehnter Komplex, anfangs Prinz-Georg-Kaserne genannt, baugeschichtlich und ortsgeschichtlich von Bedeutung, Gründerzeitbauten, überwiegend Klinkerarchitektur, Kasernerngebäude Juelstraße 24 zwischen den Weltkriegen als Freimaurerloge genutzt. | 09255269 |
| Direkt Bild zu diesem Denkmal hochladen | Wohnhaus in geschlossener Bebauung | Wenceslaigasse 2 (Karte)                            | 1860/1870                                                        | mit Laden, baugeschichtlich und städtebaulich von Bedeutung, klassizistische Putzfassade. Mietshaus mit Laden, dieser verändert, die Obergeschosse original mit Rechteckfenstern, diese mit gestuften Rahmungen, Gesimsstreifenbedachungen mit aufsitzenden Palmettenmotiven und Spiegeln darüber, Sohlbänke auf Konsolen, profiliertes Hauptgesims, Satteldach. | 09255131 |
|                                         | Wohnhaus (zwei Hausteile) in geschlossener Bebauung | Wenceslaigasse 10; 10a (Karte)                      | bezeichnet 1560, jüngere Veränderungen                           | mit Läden, baugeschichtlich und städtebaulich von Bedeutung, im Kern ein Renaissancebau, Nummer 10 Putzbau mit Zwerchhausgiebel (dieser jüngere Zutat um 1905), Nummer 10a mit Wappenstein bezeichnet 1560. Wohnhaus, mit Laden | 09255133 |
|                                         | Wohnhaus in geschlossener Bebauung | Wenceslaigasse 11 (Karte)                           | 19. Jh.                                                          | mit Laden, baugeschichtlich und städtebaulich von Bedeutung, klassizistische Putzfassade, im Kern vielleicht älter. Wohnhausbau mit Ladeneinbau, der Kern sicher älter, voll verputzt, Rechteckfenster, putzgerahmt mit Abstufungen, Gesimsstreifenbedachungen, profiliertes Hauptgesims, Satteldach. | 09255134 |
|                                         | Wohnhaus in geschlossener Bebauung | Wenceslaigasse 12 (Karte)                           | 18. Jh., später überformt                                        | mit Laden, ortsgeschichtlich von Bedeutung, gründerzeitlich überformte Putzfassade, im Kern älter, neben Eingang Nische mit vollplastischem männlichem Kopf, Geburtshaus von Christian Schöttgen (Gelehrter des 18. Jahrhunderts, Historiker und Philologe, geb. 1687, gest. 1751). Wohnhausbau mit Fassade der 1. H. 19. Jh. und Kern des 18. Jh., Rundbogenfenster, neben Ladeneingang Nische mit vollplastischem männlichem Kopf, unter dem Hauptgesims Rundbogenfries, Satteldach. | 09255135 |
|                                         | Wohnhaus in Ecklage | Wenceslaigasse 13 (Karte)                           | 18. Jh.                                                          | mit Ladeneinbau, baugeschichtlich und städtebaulich von Bedeutung, klassizistische Putzfassade. Wohnhausbau des 18. Jh. mit jüngeren Ladeneinbauten, Ecke Wenceslaigasse/An der Wenceslaikirche, voll verputzt, Lisenen, Segmentbögen, Rechteckfenster, Spiegel, Gesimsstreifenbedachungen, Krüppelwalmdach. | 09255136 |
|                                         | Mietshaus in geschlossener Bebauung | Wenceslaigasse 14 (Karte)                           | nach 1870                                                        | mit Laden, baugeschichtlich und städtebaulich von Bedeutung, gründerzeitliche Putzfassade. Mietshausbau mit Laden, Rechteckportal, Rechteckfenstern, Gesimsstreifenbedachungen auf Konsolen, Giebelbedachungen, Pilasterrahmung, Hauptgesims mehrfach abgetreppt, Satteldach mit drei Zwerchhäusern. | 09255137 |
|                                         | Wohnhaus in Ecklage | Wenceslaigasse 15 (Karte)                           | 17. Jh.                                                          | mit Laden, städtebaulich von Bedeutung, schlichter Putzbau mit Fachwerkkern. Wohnhausbau des 17. Jh., mit Ladeneinbau, Fachwerkkern, heute voll verputzt, Krüppelwalmdach, trotz der entstellend veränderten Fassade straßenbildbestimmend. | 09255138 |
|                                         | Wohnhaus in geschlossener Bebauung | Wenceslaigasse 18 (Karte)                           | bezeichnet 1882, im Kern älter                                   | mit Laden, baugeschichtlich, hausgeschichtlich und städtebaulich von Bedeutung, gründerzeitliche Putzfassade, im Kern älter, Fassade mit antikisierenden Schmuckformen, repräsentative Ladenfront. Aufwendiger Mietshausbau mit vielfältigen Schmuckformen, vor allem Repertoire der Renaissance, Pilasterrahmungen, Diamantquader, Mäander, Triglyphenkonsolen, Sohlbankgesimse, Gesimsstreifenbedachungen, Satteldach mit drei Zwerchhäusern, das mittlere mit Volutenbeschlagwerk. Über der Ladentür Kartusche mit „Georg Herbst“. | 09255140 |
|                                         | Mietshaus in geschlossener Bebauung | Wenceslaigasse 19 (Karte)                           | 1870/1880                                                        | mit Laden, baugeschichtlich und städtebaulich von Bedeutung, gründerzeitliche Putzfassade. Mietshausbau mit Laden, Erdgeschoss verändert, die Obergeschosse original mit Rechteckfenstern, Sohlbankgesimsen, Giebel- und Segmentbogenbedachungen, Spiegel und Medaillons, Satteldach. | 09255141 |
|                                         | Mietshaus (zwei Gebäudeteile) in Ecklage (ein Grundstück mit Färbergasse 1) | Wenceslaigasse 24 (Karte)                           | um 1880                                                          | mit Laden, baugeschichtlich und städtebaulich von Bedeutung, prächtiges Gründerzeitgebäude, die zwei Gebäudeteile zeitlich etwas verschieden, eine der Putzfassaden aufwendig in Neorenaissanceformen. Wohnhausbau um 1885, sehr aufwendige Gestaltung in Renaissanceformen, Ecke Wenceslaigasse/Färberstraße, voll verputzt, Putzquaderung, profilierte Gesimse, Diamantquader, skulptierte Schlusssteine, Pilaster, Voluten, Wappenornamentik, Hermesmasken, Laubgebinde tragende Löwenköpfe, rankenspeiende Löwenköpfe, Satteldach. | 09255143 |
|                                         | Mietshaus in geschlossener Bebauung (ein Grundstück mit Nr. 28) | Wenceslaigasse 26 (Karte)                           | 1870/1880                                                        | mit Laden, baugeschichtlich und städtebaulich von Bedeutung, gründerzeitliche Putzfassade. Mietshausbau, voll verputzt, das Erdgeschoss stark verändert, die Obergeschosse original mit Rechteckfenstern, Gesimsstreifen- und Giebelbedachungen, Sohlbänke zum Teil auf Konsolen, Konsolfries unter Hauptgesims, Satteldach mit zwei Zwerchhäusern. | 09255144 |
|                                         | Mietshaus in geschlossener Bebauung (ein Grundstück mit Nr. 26) | Wenceslaigasse 28 (Karte)                           | um 1900                                                          | mit Laden, baugeschichtlich und städtebaulich von Bedeutung, gründerzeitlich Putz-Klinkerfassade, verzierter Erker. Mietshausbau, im Erdgeschoss stark verändert, die Obergeschosse original, erkerartiger Vorsprung über dreieckigem Grundriss, verputzt mit Putznutungen und wappenartigem Ornament, Fassade links und rechts davon in Klinkern, Rechteckfenster mit gestuften Gewänden, Schlusssteinornament, Gesimsstreifenbedachungen, Putzspiegel mit Rosetten, Satteldach. | 09255145 |
|                                         | Mietshaus in geschlossener Bebauung | Wenceslaigasse 30 (Karte)                           | bezeichnet 1891                                                  | mit Läden, baugeschichtlich und städtebaulich von Bedeutung, gründerzeitliche Putz-Klinkerfassade mit antikisierenden Schmuckformen. Mietshausbau mit originalen Ladenfassaden, Putz/Klinkerfassade, der Bauschmuck antikisierend, Putzquaderung, zum Teil Bossenmotiv, Erdgeschoss durch Architravmotiv abgeschlossen, Rechteckfenster mit Putzgewänden, Sohlbänke auf Triglyphenkonsolen, Bedachung auf Konsolen, Dreiechsgiebelbedachung mit Muschelmotiv im Tympanon, Diamantquader, Satteldach. | 09255146 |
| Direkt Bild zu diesem Denkmal hochladen | Wohnhaus in geschlossener Bebauung | Wenceslaigasse 40 (Karte)                           | 2. Hälfte 19. Jh.                                                | mit Laden, baugeschichtlich und städtebaulich von Bedeutung, frühgründerzeitliche Putzfassade von klassizistischer Wirkung. Wohnhausbau, verputzt, Rechteckfenster mit Putzgewänden, Sohlbankgesims, Bedachung auf Konsolen, Spiegeln und Diamantquadern, Satteldach mit zwei Zwerchhäusern. | 09255148 |
| Direkt Bild zu diesem Denkmal hochladen | Wohnhaus in geschlossener Bebauung | Wenceslaigasse 42 (Karte)                           | um 1870                                                          | mit Laden, baugeschichtlich und städtebaulich von Bedeutung, gründerzeitliche Putzfassade von klassizistischer Wirkung, florale Ornamentik. Mietshausbau mit entstellend verändertem Erdgeschoss, die Obergeschosse original mit Rechteckfenstern, profilierten Putzrahmungen, Schlusssteinornament, Giebel- und Gesimsstreifenbedachungen, Putznutungen, Satteldach. | 09255149 |
| Weitere Bilder                          | Wettin-Obelisk (Denkmal) | Wettinerplatz (Karte)                               | 1889                                                             | zur Erinnerung an die 800-Jahr-Feier des Hauses Wettin, des sächsischen Fürstenhauses, und zugleich Denkmal für die im deutsch-französischen Krieg 1870/71 Gefallenen, geschichtlich von Bedeutung. 1958 abgerissen, 1996 wieder aufgestellt. | 09302777 |
|                                         | Mietshaus in geschlossener Bebauung | Wettinerplatz 1 (Karte)                             | 1870/1880                                                        | baugeschichtlich und städtebaulich von Bedeutung, platzbildprägender gründerzeitlicher Klinkerbau. | 09302264 |
|                                         | Mietshaus in Ecklage, ehemals mit Gaststätte | Wettinerplatz 3 (Karte)                             | um 1880                                                          | baugeschichtlich, ortsgeschichtlich und städtebaulich von Bedeutung, schlichte gründerzeitliche Putzfassade mit verbrochener Ecke, platzbildprägend. Gasthof, Bruchsteinsockel, Putzfassade mit Nutungen, verbrochene Ecke mit Giebel und Ochsenauge, zurückhaltende Fensterverdachungen, Satteldach, übereck abgewalmt. | 09255581 |

## Ausführliche Denkmaltexte
1. 1 2  
Geschichte des Stadtparks: 1879 entstand auf Initiative des Kommerzienrat Petter Andreas Georg Juel der Park und wurde in vier Bauperioden erweitert, 1888 wurde der Turm errichtet,
1889 Bau eines Ausflugslokals im Norden des Parks, 1896 Anlage von zwei Teichen, von denen jedoch nur einer erhalten ist, 1945 Anlage des Sowjetischen Ehrenfriedhof, 1975 Entstehung der Gedenkstätte für die Opfer des Faschismus mit Albert-Kuntz-Denkmal innerhalb des Sowjetischen Ehrenfriedhofs. 

Bauliche Schutzgüter im Stadtpark: 
  - Gebäude: Ausflugslokal im Norden des Parks.
  - Erschließung: Zugänge: der Park ist von allen vier angrenzenden Straßen aus zugänglich. Wegesystem: landschaftlich geschwungenes Wegesystem, im Bereich des Festplatzes und des angrenzenden Rosengartens geometrische Gestaltung mit orthogonalen Wegeverläufen, mit wassergebundener Decke, teilweise noch Kantensteine aus rotem Granit vorhanden.
  - Gartenbauten:
    - Wasserelemente: Teich mit Fontäne im südlichen Park.
    - Turm: Staffagebau in Bruchstein- und Ziegelmauerwerk mit quadratischem Sockel, rundem Schaft, Zinnen, Plattform auf Konsolen, mit Rundbögen verbunden, Treppenhaustürmchen mit Kegeldach und Spitzbogenportal.
    - Grotte: als Quelleinfassung mit zum Teich führenden Wasserlauf ausgebildet, links und rechts davon bogenförmige Bänke angeordnet.
    - Denkmal für die Gefallenen des Ersten Weltkrieges: im nördlichen Teil der Parks, mit Rhododendren als Kulissenpflanzung, Vorderseite: „IHREN IM WELTKRIErdgeschoss 1914–1918 GEFALLENEN“, Rückseite: „DAS FELD-ART.-REG. 78 UND SEINE VERBAENDE“, Sandstein-Quader, zweistufiger Sockel, Kranz, Volutenkopf, bezeichnet ARCH. W. GRUNER.
    - Gedenkstätte für die Opfer des Faschismus (OdF-Denkmal) mit Albert-Kuntz-Denkmal: halbrunder Mauerzug mit je einer Gedenkplatte an den beiden Kopfenden: „ZUM GEDENKEN AN DIE ERMORDETEN OPFER DES FASCHISMUS HUNGERMARSCH APRIL 1945“, in die Innenseite der Mauer eingelassen 20 Inschrifttafeln (teilweise mit Namen), im Zentrum der Anlage Sockel mit Figurengruppe – Häftling mit russischem Soldat (Bronzeguss), in der Achse dazu Büste von Albert Kuntz (Bronzeguss).
2. ↑  
Vegetabile Schutzgüter im Stadtpark: 

Im Bereich des Festplatzes Alleen mit Platanen (Plantanus × hispanica) entlang der orthogonalen Wegeverläufe, innerhalb der Compartimente einzeln stehende Blut-Buchen (Fagus sylvatica f. purpurea), durch geschnittenen Hainbuchen-Hecken (Carpinus betulus) eingefasst, wertvoller Altgehölzbestand, im Süden offener, im nördlichen Bereich eher waldartig, aus u. a. Rot-Buche (Fagus sylvatica), Blut-Buche (Fagus sylvatica f. purpurea), Winter-Linde (Tilia cordata), Rosskastanie (Aesculus hippocastanum), Stiel-Eiche (Quercus robur), Rot-Eiche (Quercus rubra), Flatter-Ulme (Ulmus laevis), Esche (Fraxinus excelsior), Hainbuche (Carpinus betulus), Spitz-Ahorn (Acer platanoides), Berg-Ahorn (Acer pseudoplatanus), Schwarz-Kiefer (Pinus nigra) und Eibe (Taxus baccata). 

Sonstige Schutzgüter: Bodenrelief: insbesondere im südlichen Parkteil um den Teich feine Bodenmodellierung, Hügel mit Felspartie südlich des Festplatzes.
3. ↑  
Heinrich August Schmidt KG 1837 gegründet, Herstellung von Transportanlagen (Elevatoren, Eimerkettenbagger), westlicher Febäudeteil, zweigeschossiger Ziegelbau, Gurtgesims, Satteldach, architektonisch einfach gestaltete Halle, östlicher Flügel: ziegelsichtige Halle, mit großen vielgliedrigen Rundbogenfenstern an den Giebelseiten mit grün glasierten Verblendziegeln dezent abgesetzt, Polygonalmauerwerk, Holzdach auf Stahlfachwerkbindern mit Stahlstützen, Oberlichter (Dachbelichtungsdreiecke), Lichtband an der Längsseite, eine Traufseite ist Außenseite eines früheren Gebäudes, Ankerköpfe ohne Verzierung.
Verwaltungs- und Produktionsanbau: ziegelsichtig, Rundbogenfenster, im unteren Teil gelbe Ziegel, im Inneren möglicherweise noch reiche Innenausstattung. Verwaltungsanbau, Schornstein und westlicher Flügel sind ebenfalls denkmalwert, keine Kartierung.
4. ↑  
Bau im Kern sicher noch 15. Jahrhundert, heute durch die barocke Gestaltung geprägt, in Ecklage, marktseitig mit Mittelrisalit und gedrungenem Turm über quadratischem Grundriss, mit drei Schalllöchern und geschwungener Haube, Kanten durch Pilaster eingefasst, profilierte Fensterlaibungen und profiliertes Hauptgesims, im ersten und zweiten Obergeschoss je ein Balkon, über der Balkontür des ersten Obergeschosses Kartusche mit Wappen (Reiter mit Bischofsstab), zur Liegenbankseite ebenfalls Mittelrisalit und pilastergerahmte Ecken, Mansarddach mit Dachhäuschen, Dachhäuschen über dem Mittelrisalit der Liegenbankseite aufwendig gestaltet. Ehem. Stadtgefängnis: eingeschossig, im Innern Kreuzgratgewölbe.
5. ↑  
Posthof mit Anbau aus dem 19. Jhdt., Posthof mit aufwendig gestaltetem Portal in Werkstein, Wappen oberhalb des Türsturzes reicht in Schweifgiebel hinein, entstellend verputztes Erdgeschoss, erstes und zweites Obergeschoss mit Putzquaderung versehen, Fensterrahmung in Putz. Speichergebäude Ende des 18. Jh. in offener Bebauung mit Walmdach, vollständig verputzt. Stallgebäude Ende des 18. Jh. in offener Bebauung, Walmdach verputzt. Unter der Lagerhalle Kellergewölbe, Lager aus dem 20. Jh. mit originalem Keller vermutlich aus dem 18. Jh. Portal.
6. 1 2  
Kasernenkomplex, großzügige Anlage mit vielen, mehrgeschossigen, zum Teil ausgesprochen monumentalen Klinkerbauten, Fuhrparkkomplex mit eingeschossigen Lager- und Gerätehallen, Haus 14 und Haus 15, Flstk. 1059/26, abgebrochen 1997 und 2004/2005, ausgedehnter Exerzierplatz.

1920–1934 zivile Nutzung (u. a. das Haus Juelstraße 24 von Freimaurern genutzt), 1934–1945 Kaserne eines Flakregiments der Wehrmacht, 1945–1992 Kaserne der Roten Armee der Sowjetunion, ab 1996 zivile Nutzung. 

Unter Schutz stehen folgende Gebäude: 
Haus 1 (Stollwerckstraße 2, Flstk. 1059/2), 
Haus 3 (Stollwerckstraße 4, 6/Warsteiner Straße 3,5, anfangs Stollwerckstraße 4, 6, 8, 10, Flstk. 1059/11, ehem. Flstk. 1059/8), 
Haus 5 (Stollwerckstraße 1, 3, 5, Flstk. 1059/1), 
Haus 6 (Stollwerckstraße 7, 9, 11 – mit Juelstraße 7, Flstk. 1059/13 und 1059/16, ehem. Flstk. 1059/10), 
Haus 7 (Juelstraße 24, Flstk. 1059/21), 
Haus 10 ("Fähnrichhaus", Juelstraße – hinter Nummer 24, Flstk. 1059/17), 
Haus 11 (Juelstraße – hinter Nummer 24, Flstk. 1059/26, ehem. Flstk. 1059/14), 
Haus 131 (Eilenburger Straße 25, Flstk. 1059/9). 

Abbruch 1996/97: Haus 12, Haus 13, Haus 16, Haus 17, Haus 18, Haus 19 und Haus 20.
Keine Denkmale – die Bauten der 1930er Jahre am Exerzierplatz: Haus 23 (Flstk. 1059/26) und Haus 30 (Flstk. 1059/26).
7. ↑  
Schule, repräsentativ mit Porphyrsockel, Fassade verputzt, mit Mittelrisalit, Rundbogen- und Rechteckfenster, der Eingang mit Vorhalle, dreischiffig, im Saal wahrscheinlich noch Wandbild aus der Entstehungszeit, flaches Walmdach. Die Turnhalle im Schulhof, Bruchsteinsockel, Klinker, die Vorhalle mit dekorativem Fachwerk, Segmentbogenfenster mit Schlusssteinen im Hallenbau, lisenengegliedert. In der Aula noch monumentales Wandbild, dargestellt Gartenanlage mit griechischem Tempel, 1909. Als Königliches Gymnasium 1883 erbaut, seit 1947 Berufsschule.
8. ↑  
Ehem. Teppichfabrik Schütz mit zwei Produktionsgebäuden und Wohnhaus/Verwaltungsgebäude:
  - Gebäude 11: große vielgliedrige Hochrechteckfenster, Lisenengliederung, teilweise Pilaster, viergeschossiger Baukörper, Treppenhaus mit Mansarde, polygonal vorspringendes Treppenhaus an der Westseite, Satteldach mit langgezogenen Schleppgaupen, Bruchsteinsockel.
  - Gebäude 7, 8, 9: Klinkerbauten mit schlichter Lisenengliederung, älteste Gebäude des Komplexes, Gebäude 9 mit Durchfahrt, Erdgeschoss Bruchstein, Segmentbogenfenster (verbundene Fenstergesimse, Sohlbänke aus Sandstein, Sägezahnfries über den Segmentbögen), zwei Achsen überhöht, Zahnschnittfries zwischen Erdgeschoss und Obergeschoss, breiter Dachüberstand mit profilierten Sparrenköpfen, Gebäude 7, 8, 9 – ABBRUCH vor 2008.
  - Gebäude 14: flaches Dach mit langgestrecktem Oberlicht (bewegte Dachlandschaft), Gebäude steinsichtig, gelbe Fensterumrandung (Klinker).
  - Villengarten: Villengarten mit Einfriedung, Grotte und kleeblattförmigen Wasserbecken, Terrassierungen sowie raum- und strukturbildender Bepflanzung, interessante Industriearchitektur von ortsbildprägendem und ortsgeschichtlichem Charakter, zum Teil unter Einbezug von älteren Gebäuden.

Garten der Fabrikantenvilla (Alte Nischwitzer Str. 3), Einfriedung: entlang der südlichen Grundstücksgrenze Backsteinmauer, teilweise als Stützmauer ausgeprägt, oberhalb der Mauer zum Teil mit Ziergitterzaun, Wegesystem nicht ablesbar, möglicher weise durch Suchschürfung aber auffindbar, Gartenbauten: an der südlichen Grundstücksgrenze Bauwerk mit integriertem Sitznischenportal von 1559 (Bildkarte) – vermutlich ursprünglich erhöhter Sitzplatz mit Erdkeller, später aufgestockt, halbkreisförmige Grottenanlage mit halbrunder Nische und geschwungen geführten, grottierten seitlichen Stützmauern westlich der Villa, Wasserelement: unterhalb der Grotte kleeblattförmiges Wasserbecken, wertvoller Altgehölzbestand aus u. a. Stiel-Eiche (Quercus robur), Rot-Buche (Fagus sylvatica), Esche (Fraxinus excelsior), Berg-Ahorn (Acer pseudoplatanus), Silber-Ahorn (Acer saccharinum), Hainbuche (Carpinus betulus), Linde (Tilia spec.), Eibe (Taxus baccata) und Weymouths-Kiefer (Pinus strobus), Geophytenbestand aus Tulpen und Hasenglöckchen, außerdem Kleines Immergrün (Vinca minor), Bodenrelief: Gelände westlich der Villa abfallend und durch Terrassierungen mit Stützmauern aus Bruchstein abgefangen, nach Süden hin wieder ansteigend, an der tiefsten Stelle befindet sich das Wasserbecken.